# MDMA
Метиле́ндио́ксиметамфетами́н, MDMA, МДМА, 3,4-метилендиокси-N-метамфетамин — полусинтетическое психоактивное соединение амфетаминового ряда, относящееся к группе фенилэтиламинов, широко известное под сленговым названием таблетированной формы э́кстази (англ. ecstasy, другие названия — Адам, XTC, E, X, Молли, Мэнди).
MDMA входит в число наиболее популярных наркотиков, особенно среди молодёжи, и получил заметное отражение в западной массовой культуре. Распространён с 1980-х годов в среде рейв-культуры и завсегдатаев ночных клубов:57. Производство, хранение, транспортировка и распространение MDMA запрещены конвенцией ООН и являются уголовным преступлением в большинстве стран мира.
MDMA как психоактивное вещество действует сразу на несколько нейромедиаторных и нейрогормональных систем и усиливает переживания, как субъективно приятные, так и, в меньшей мере, неприятные:293. Он способен вызывать чувство эйфории, открытости и близости к другим людям при одновременном снижении страха и тревожности:292. Такие устойчивые эффекты, по мнению некоторых исследователей, выделяют MDMA среди других психостимуляторов и психоделиков в отдельную группу эмпатогенов. MDMA может усиливать депрессию, тревожность и другие негативные эмоциональные состояния. MDMA действует как стимулятор, хотя и не такой сильный, как амфетамины. Помимо рекреационного использования, до своего запрета MDMA использовался в качестве вспомогательного средства в психотерапии:58.
Согласно оценкам медиков, MDMA относится к группе низкоопасных рекреационных наркотиков, безопаснее алкоголя и табака. Основным поводом для беспокойства является потенциальная нейротоксичность MDMA, продемонстрированная на животных, степень которой, однако, остаётся предметом дебатов. Наибольшая опасность связана с тем, что экстази могут принимать в сочетании с более вредными наркотиками. Считается, что длительное использование MDMA из-за нейротоксичности может приводить к понижению когнитивных способностей, проблемам с памятью, бессоннице, вспыльчивому и агрессивному поведению и расстройствам настроения и внимания, но эти вопросы не прояснены до конца. Очень редко приём MDMA может приводить к серьёзным медицинским последствиям, крайне редко — к смертельному исходу. Вопросы вреда и пользы MDMA и его легализации, полной или частичной, стали предметом длительной борьбы в «войне с наркотиками», сопровождавшейся моральной паникой, публичными и научными скандалами.
В XXI веке возобновились исследования MDMA как медицинского препарата для лечения серьёзных расстройств психики. 17 августа 2017 года FDA присвоило психотерапии с использованием MDMA статус «прорывного метода лечения» посттравматического стрессового расстройства, с этого времени идут окончательные клинические испытания метода. Тем не менее по состоянию на 2020 год MDMA не имеет утверждённых медицинских применений, и чтобы определить баланс рисков и пользы, необходимы дополнительные исследования.

## История

### Открытие и ранние исследования
MDMA был впервые синтезирован при попытках найти новые средства для улучшения свёртываемости крови в 1912 году немецким химиком Антоном Кёлишем, работавшим на фармацевтическую компанию Merck, и запатентован в 1914 году как промежуточный продукт в синтезе кровоостанавливающего гидрастинина и его аналога метилгидрастинина.
Только около полувека спустя молекула MDMA вновь привлекает к себе внимание исследователей, уже в качестве психоактивного соединения — как родственное мескалину вещество. Кратковременные исследования 1950-х — начала 1960-х годов по заказу армии США искали новые способы манипулирования сознанием и входили в знаменитую программу «МК-Ультра», однако не были особенно успешными, их свернули после смерти одного из участников от передозировки MDA. Тогда MDMA на людях так и не был испытан:20—21:12.
Известность к MDMA пришла в конце 1970-х годов благодаря работам американского химика и исследователя психоактивных веществ Александра Шульгина. В 1976 году по совету одной из своих студенток, Мари Клейнман, Шульгин синтезировал и испытал MDMA на себе, используя метод постепенного увеличения дозы:21.

### Применение в психотерапии

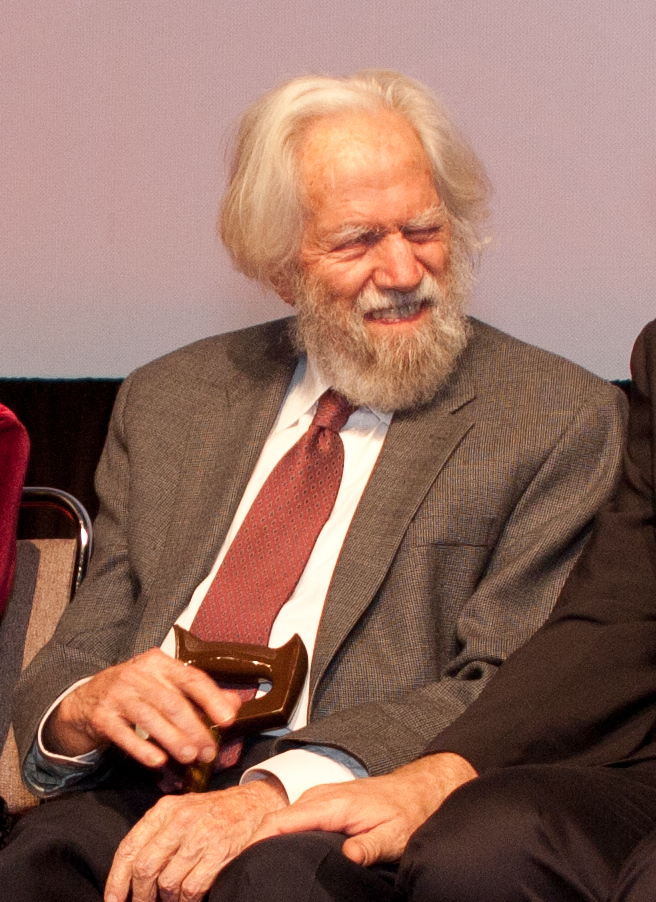
Александр Шульгин (2010)

Вскоре Шульгин, имевший хорошие связи в научном мире, знакомит с действием этого вещества более широкий круг учёных. В первых научных статьях, посвящённых MDMA, вышедших в 1978 году, его действие на психику человека описано как «легко контролируемое изменённое состояние сознания с эмоциональными и чувственными оттенками».
Один из друзей Шульгина, психотерапевт Лео Зеф, ещё в 1977 году был поражён терапевтическим потенциалом MDMA и с энтузиазмом начал использовать его в практике. Доктор Зеф способствовал распространению информации об открытии в среде психотерапевтов, особенно холистической и Нью Эйдж-направленности. Постепенно MDMA начал использоваться всё шире и шире как препарат, повышающий эффективность сеансов психотерапии:12:58.
В начале 1980-х годов MDMA применяют в клинической практике более тысячи врачей — по оценкам, до его запрета в США в психотерапевтических целях было использовано около полумиллиона доз вещества:94. Зеф дал MDMA название «Адам», исходя из его «способности возвращать субъект в состояние невинности, предшествовавшее возникновению чувства вины, стыда и собственной недооценки»:13. Терапевты старались не привлекать к MDMA особенного внимания, поскольку никто не хотел повторения истории с ЛСД, запрещённым после его широкого распространения за пределы психотерапевтического применения:13:214—215.

### Распространение
Вскоре употребление MDMA распространилось за пределы клинической практики, в особенности среди поклонников Нью Эйдж:13:203. Начиная с середины 1970-х он начинает всё чаще встречаться в конфискованных образцах наркотиков, и к 1980 начинает преобладать над MDA.
С 1980-х начинается распространение MDMA в клубной субкультуре. Особенно популярным и широко используемым он стал в Калифорнии и в Техасе, где MDMA распространялся в барах и ночных клубах Далласа и Форт-Уэрта. Название «Экстази» (англ. ecstasy, экстаз) придумал в 1981 году Майкл Клегг (англ. Michael Clegg), входивший в состав так называемой «техасской группы», начавшей в 1983 году легальное широкомасштабное производство MDMA для использования в рекреационных целях:13. По слухам, мировой популярности MDMA обязан активному распространению и пропаганде его сторонниками Ошо, которые завезли вещество в Нидерланды, где оно оставалось легальным до 1988:17. В Европе широкое клубное распространение экстази — рейвовое движение — берёт начало с Балеарских островов в 1986 году:17, и быстро охватывает весь мир:291.

### Запрет
Реакция американского Управления по борьбе с наркотиками (DEA) на вышедшее из-под контроля использование MDMA привела к решению о запрете вещества и помещении его в Список I в 1984 году, что вызвало протест группы психотерапевтов во главе с Риком Доблином и Джорджем Гриром и инициировало поэтому процедуру публичных слушаний:14. В 1985 году, не дожидаясь окончания слушаний, DEA использовало предусмотренное законом право временного запрета в исключительных обстоятельствах. Таким образом, MDMA стал первым веществом, внесённым в Список I этим путём:185, и стал нелегальным в США с 1 июля 1985 года:14. Параллельно в профильной комиссии ООН MDMA был внесён в Список I 11 февраля 1986 года, хотя заключение комиссии рекомендовало также продолжить изучение этого вещества:14. После ряда слушаний в США 23 марта 1988 года MDMA был оставлен и окончательно закреплён в Списке I:15—16. Решение не учитывало мнение части научного сообщества, высказавшейся за отмену чрезмерно жёсткого запрета, что допускало бы использование MDMA в терапии и научных исследованиях:14—16. Против сторонников MDMA сыграло злую шутку их стремление к тайне:14: на тот момент ни одного формального контролируемого клинического исследования безопасности и эффективности препарата для психотерапии просто не было проведено:5.
Вскоре за запретом MDMA в США последовали запреты и в других странах (некоторые запретили MDMA ещё до того — например, Великобритания в 1977 году запретила оборот этого вещества как потенциального галлюциногена). К началу 1990-х годов производство MDMA целиком переместилось в нелегальную, преступную сферу. Запрет не остановил последующего распространения MDMA, как и в случае с другими психоделиками. Ещё большей популяризации наркотика способствовало развитие электронной музыки, которая традиционно ассоциировалась с психоделическими наркотиками:17. MDMA стал главным «наркотиком вечеринок» (англ. party drug) и прочно влился в субкультуру танцевальных клубов и рейвов:202.

### Наркотик вечеринок

Смайлик — символ рейверского движения

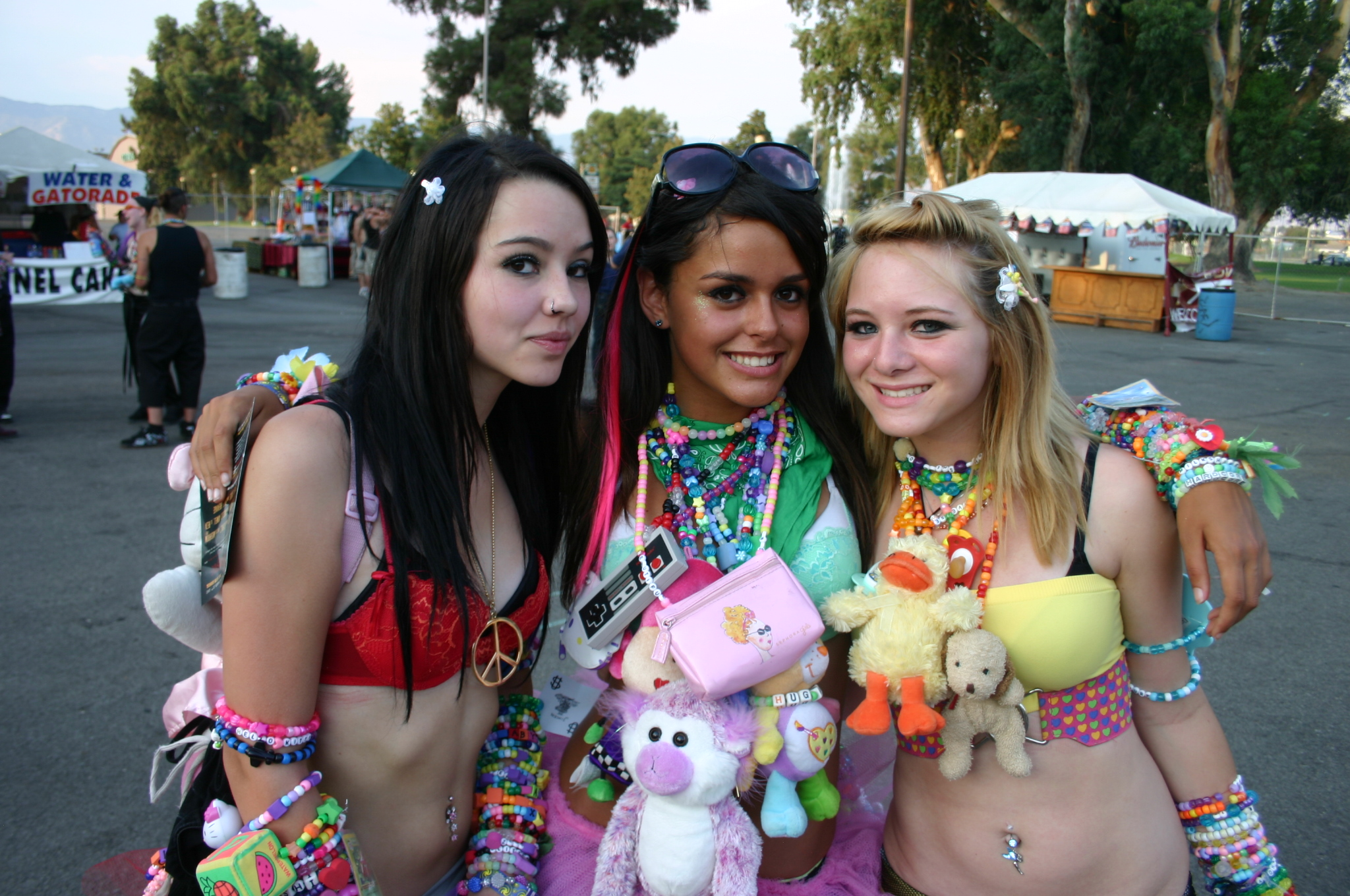
«Конфетные девчонки» перед рейв-вечеринкой, 2007

Расцвет рейверского движения — Второе лето любви — имел место в Англии в 1988—1989 годах вместе с музыкой эйсид-хаус, а его символом стал Смайли (англ. Smily) — жёлтый улыбающийся смайл:204. Тогда таблетки экстази буквально развозили тачками с грузовиков на полулегальных рейверских вечеринках вдоль шоссе M25. Вечеринки собирали десятки тысяч человек и сопровождались столкновениями с полицией. Движение перешло на более легальное положение в клубах и выплеснулось за пределы Англии, в 1989 году в США, а затем и по всему миру:17.
В ранний период распространения экстази, примерно до середины 1990-х годов, пользователи экстази предпочитали принимать его в чистом виде, воздерживаясь от любых других наркотиков, включая табак и алкогольные напитки (что серьёзно отразилось на статистике потребления алкоголя в Англии). Источниками вещества в это время выступали подпольные лаборатории, иногда занимавшие даже заброшенные фармацевтические предприятия Восточной Европы, но в большинстве своём располагавшиеся в Нидерландах:18. Именно европейцы в конце 1980-х годов придумали классическую форму распространения MDMA — яркие цветные таблетки экстази диаметром около 8 мм, украшенные клеймом производителя:21.
Пик распространения экстази в США и Европе пришёлся на начало 2000-х годов, затем его потребление несколько упало и более-менее стабилизировалось:16. Принятие акта RAVE в 2003 году принесло некоторое падение распространения клубных наркотиков, так как этот жёсткий закон запрещает любое содействие использованию наркотиков — в том числе даже создание специальных медицинских служб и просто бесплатную раздачу воды на танцевальных вечеринках:4, что и привело, по мнению социолога Тамми Андерсон (англ. Tammy L. Anderson), к парадоксальному соотношению: при падении распространённости экстази и молли количество связанных с ними медицинских осложнений в США более чем удвоилось с 2005 по 2011 год.
В начале распространения экстази отличалось от других нелегальных веществ высоким качеством: в Калифорнии анализ 1986 года показал, что основной примесью в уличных таблетках являлся MDA — также психоактивное вещество с близким действием, однако более токсичное:291. В 1990-е годы качество уличного экстази, измеряемое средним количеством MDMA в таблетке и наличием/отсутствием вредных для здоровья примесей, снижалось до середины десятилетия, когда многие таблетки экстази вообще перестали содержать MDMA:291. Затем в конце 90-х — начале 2000-х годов качество снова поднялось до уровня 1980-х, после чего несколько деградировало к концу 2000-х, что связывают с ограничением доступности прекурсора MDMA пиперонилметилкетона (MDP2P):115:291. В дальнейшем появилась тенденция к новому повышению содержания MDMA в таблетках экстази в связи с переходом на новые прекурсоры:115. Исследования образцов волос людей, принимающих экстази, практически всегда показывают присутствие MDMA (2008 и 2011):291, равно как и анализы продающихся в Европе и США таблеток:46—47. С 2010-х годов получил распространение также порошок MDMA — молли или манди, пользующийся славой более чистого варианта препарата, чем таблетки экстази.

### Вред MDMA и «война с наркотиками»
В западном мире MDMA оказалось объектом длительной борьбы в «войне с наркотиками» между сторонниками максимально жёсткого запрета всех наркотиков и убеждёнными сторонниками более мягкого баланса вреда и пользы психотропных препаратов. Эта борьба вылилась в серию политических решений, затрагивавших в том числе и научные исследования. Большое количество предлагавшихся исследований, в том числе пилотные исследования возможности употребления MDMA для облегчения психологического состояния безнадёжных раковых больных, было либо запрещено FDA, либо стало поводом для многолетних дебатов об этичности и протоколах работ, а отсутствие исследований в свою очередь служило поводом для официальных лиц утверждать об отсутствии возможностей применения MDMA в медицине.
Сторонники запрета настаивают на том, что нейротоксичность MDMA уже продемонстрирована и доказана, и что широко распространённое среди пользователей и учёных-сторонников легализации мнение об этом препарате как «безопасном» является мифом, так как на протяжении многих лет постепенно выявляются всё новые доказательства негативных нейропсихобиологических эффектов потребления MDMA:303:117. Ещё одним аргументом является непредсказуемость смертельных исходов от приёма экстази и применение принципа предосторожности. В политике эту точку зрения поддерживают в первую очередь консерваторы.
Сторонники противоположной точки зрения указывают на проблему в общественной дискуссии вокруг вопроса о вреде MDMA, связанную с тем, что основания, на которых покоятся нынешние решения о признании экстази опасным веществом и тяжёлым наркотиком, не подтверждаются эпидемиологическими исследованиями, эти находки часто не воспроизводятся в последующих экспериментах, а научные исследования вопроса подвержены конформистским и подтвердительным по отношению к опасности MDMA предвзятости финансирования и публикации результатов:44—45. Безусловно соглашаясь, что экстази не является «безопасным веществом», они указывают, что выявленные среди потребителей проблемы далеко не соответствуют по масштабам риторике прогибиционистов, и что многолетние и многочисленные исследования так и не обнаружили по-настоящему серьёзных проблем, которые безусловно уже были бы найдены, если бы они существовали:54. Даже критически относящиеся к легализации экстази авторы отмечают, что результаты многих работ, спонсированных и распропагандированных правительством США, являются вводящими в заблуждение:20. Классическим примером такого подхода считается скандал со статьёй о дофаминергической нейротоксичности рекреационных доз MDMA в журнале Science в 2002 году:44. С политической точки зрения эта сторона дискуссии указывает, что запрет MDMA, соединённый с его широким распространением, фактически сделал преступниками существенную долю населения, связав молодёжную мейнстримную культуру с нарушением закона.

### Антинаркотические кампании, связанные со смертями под действием экстази
С начала 1990-х годов в западных СМИ прошло несколько кампаний, связанных со смертями под действием экстази. Результатом кампаний обычно было усиление государственного регулирования рейвов и клубов. Развитие этих кампаний описывается через модель моральной паники.
Большой резонанс в Великобритании вызвало первое систематическое описание семи связанных с экстази смертей от гипертермии доктором Джоном Генри из Национального совета по отравляющим веществам, на несколько лет символом антинаркотических кампаний в стране стали его слова из интервью The Star в январе 1992 года: «Принимать экстази — всё равно, что играть в русскую рулетку». В 1994 году, несмотря на массовые протесты рейверов, был принят «Билль об уголовном судопроизводстве и общественном порядке» (англ. Criminal Justice and Public Order Act), который помимо всего прочего сделал несогласованные с властями рейвы уголовно наказуемыми:208.
Ещё две кампании были связаны с почти одновременными смертями от гипонатриемии Анны Вуд в Австралии и Ли Беттс в Англии в конце 1995 года:204. Следствием смерти Ли Беттс стало также принятие «Билля о лицензировании общественных развлекательных мероприятий (о злоупотреблении наркотиками)» (англ. The Public Entertainments Licences (Drug Misuse) Act 1997), расширившего права полиции до возможностей закрывать вечеринки и клубы, для которых имеются основания полагать, что там присутствуют потребители наркотиков:208. Похожая кампания в Австралии после смерти Анны Вуд была сосредоточена на критике рейв-движения и танцевальных клубов, которые представлялись прессой как рассадники наркомании и преступности, а результатом кампании стало принятие новых, более жёстких правил организации танцевальных клубов.

### Закон RAVE
На фоне расширяющегося распространения экстази в США в конце 1990-х годов возникла общественная наркотическая паника, вылившаяся в сотни публикаций об экстази в центральных газетах и журналах в 2000—2002 годах. Ещё во время слушаний по запрету MDMA существенную роль сыграла его предполагаемая нейротоксичность. Оперируя данными о нейротоксичности распространившегося с 1960-х годов родственного ему соединения MDA, а затем и предварительными данными о временном падении уровня серотонина у животных после введения MDMA:23, эксперты со стороны сторонников запрета создали общественное мнение о реальной нейротоксичности MDMA:153, которое затем несколько раз подтверждали в ходе антинаркотической паники, оперируя, по мнению сторонников легализации, натянутыми, вводящими в заблуждение и попросту неверными данными. Сторонники легализации отмечают, что нейротоксичность рекреационного использования экстази и в середине 2010-х годов является предметом дебатов, в то время как на сайте DEA долгое время фигурировала безапелляционная формулировка о полной доказанности этого действия ещё в середине 1990-х годов.

#### Статья в журнале Science в 2002 году
В выпуске журнала Science за 27 сентября 2002 года была опубликована статья доктора Джорджа Рикарти с соавторами под названием «Сильный нейротоксический эффект в отношении дофаминергических нейронов у приматов, вызванный обычной рекреационной дозировкой MDMA (экстази)» (англ. Severe Dopaminergic Neurotoxicity in Primates after a Single Recreational Dose Regime of MDMA (Ecstasy)):158. Основным выводом статьи было утверждение, что даже одна доза MDMA, сравнимая с обычной рекреационной, может вызвать сильное повреждение дофаминовых нейронов головного мозга у приматов; делался вывод, что у людей повреждение вызывает болезнь Паркинсона:158. Ещё до выхода журнала статья вызвала резкую критику, критический ответ был напечатан в Science в июне 2003 года.
12 сентября 2003 года, через год после исходной публикации, этот же журнал опубликовал официальное признание данной работы как ошибочной и её формальный отзыв:158. Джордж Рикарти признал свои предыдущие выводы не соответствующими действительности, сославшись на ошибку компании-поставщика MDMA, «перепутавшей этикетки контейнеров веществ», из-за чего вместо MDMA приматам был введён метамфетамин, причём в таких больших дозах, токсичность которых не вызывает сомнений.
Некоторые наблюдатели, в частности, авторы редакционной заметки журнала Nature, указывали на то, что во время выхода статьи в конгрессе США проходили слушания по законопроекту RAVE, и общественная реакция на эту статью могла способствовать принятию этого жёсткого закона. Редакторы Nature указали вдобавок на широкую рекламу выводов статьи одним из членов правления AAAS и директором NIDA Аланом Лешнером, и несоразмерные этому усилия по освещению отзыва статьи.
В дальнейшем история вызвала большой скандал в прессе. Обсуждались очевидная поспешность и категоричность выводов, обусловленных политическими причинами и желанием правительственных структур наркоконтроля завысить реальный вред, наносимый использованием рекреационных наркотиков в молодёжной среде. Директор NIDA Лешнер к тому времени ушёл в отставку, а новый директор института Нора Волкова назвала этот случай серьёзным поводом для утраты доверия и, по её словам, потратила целые выходные на проверку того, чтобы на сайте NIDA не было утверждений, преувеличивающих вред экстази.

#### Принятие закона RAVE
Развёрнутая сенатором Джо Байденом в 2002 году основанная в том числе на данных по нейротоксичности MDMA политическая кампания привела к принятию в 2003 году противоречивого федерального Закона о нераспространении запрещённых веществ, обычно называемого по его предшествующему законопроекту как закон RAVE 2003 (англ. 2003 RAVE Act, от Reducing Americans' Vulnerability to Ecstasy Act — Закон по уменьшению уязвимости американцев перед экстази), для прекращения кажущейся эпидемии экстази. Эта кампания против рейвов и клубов стала последней крупной политической кампанией американской Войны с наркотиками, при этом слишком широкие формулировки закона делают фактически любые меры, направленные на минимизацию вреда от экстази на танцевальных вечеринках, незаконными:4, и таким образом, по мнению большинства исследователей, закон причинил больше вреда, чем пользы.

### Дэвид Натт и вред экстази

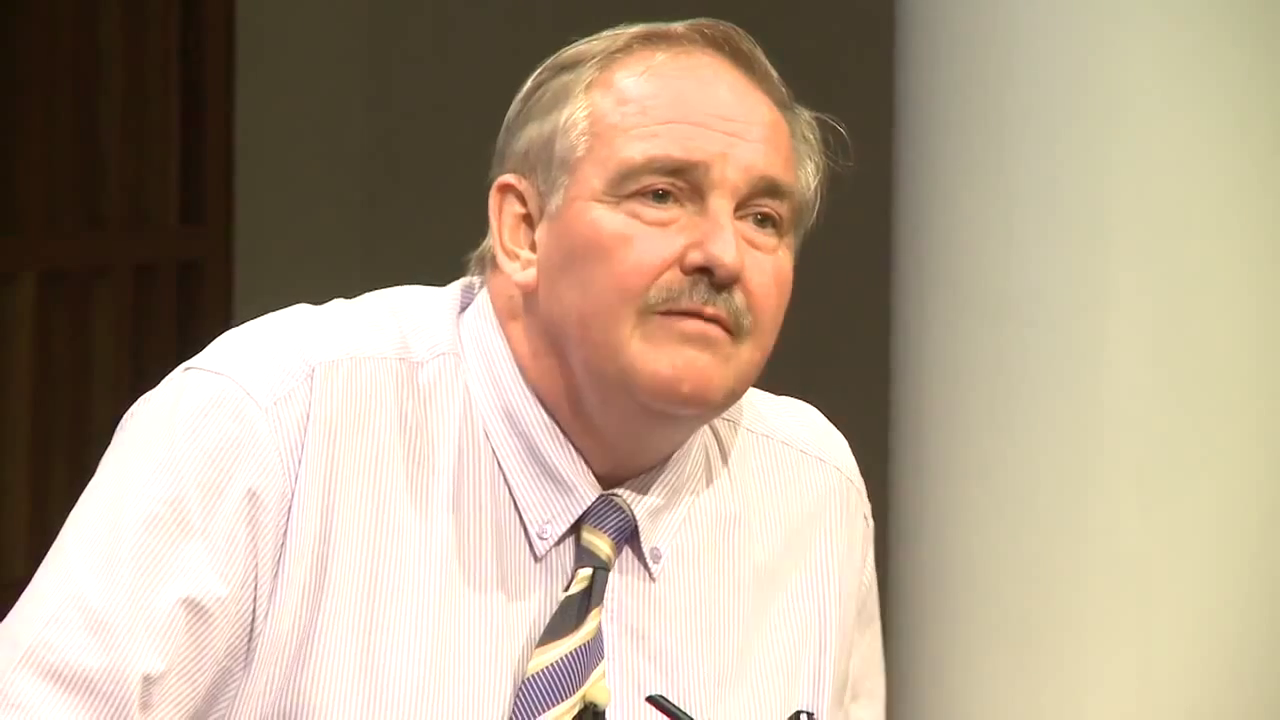
Дэвид Натт (2013)

В 2009 году профессор Дэвид Натт, тогда глава Совета по борьбе с наркотиками Великобритании, опубликовал в Journal of Psychopharmacology статью, сравнивающую риски употребления экстази с рисками занятия конным спортом: в то время как медицинские осложнения наступают примерно от каждой 10000-й таблетки экстази, то аналогичные по тяжести инциденты случаются в среднем по разу на 350 человеко-часов верховой езды. Натт заключает, что конный спорт опаснее приёма экстази, что «поднимает критический вопрос, почему общество относится терпимо — и даже наоборот поощряет — определённые формы потенциально опасного поведения, но [отвергает] другие, такие как приём [психоактивных] веществ»:479. Это вызвало бурную реакцию политиков, часто возникающую, по мнению Натта, в политических дискуссиях о рекреационных наркотиках, и основанную на порочном круге рассуждений в терминах чёрно-белого мышления: «наркотики — это плохо и незаконно, поэтому сравнивать их вред с законными вещами нельзя, даже для того, чтобы определить, что будет законно, а что нет»:479.
В 2009 году Дэвид Натт в публичной лекции раскритиковал перенос каннабиса в более тяжёлые наркотики — из класса C в класс B — с точки зрения того, что каннабис является менее вредным наркотиком, чем неконтролируемые алкоголь и никотин, и Хоум-офис потребовал, чтобы Дэвид ушёл с поста главы Совета:479. Вместе с Наттом в знак протеста против этого решения уволились ещё несколько членов Совета по борьбе с наркотиками, что породило публичный скандал. Заручившись финансовой поддержкой молодого директора хедж-фонда Тоби Джексона (англ. Toby Jackson), Натт основал Независимый научный комитет по наркотикам (англ. Independent Scientific Committee on Drugs):480. Взгляд Натта на иррациональность наркополитики, не принимающей во внимание научные исследования о вреде различных рекреационных наркотиков, разделяют и другие авторы, а в 2013 году Дэвид Натт стал лауреатом премии Джона Мэддокса (англ. John Maddox Prize) за отстаивание научных оснований в социально значимых вопросах:479.
В 2010 году Натт с соавторами опубликовали в журнале Lancet экспертную шкалу вредности рекреационных наркотиков, вызвавшую очередные жаркие дебаты, как научные, так и публичные:480. На вершине списка по вредности оказался алкоголь, опередивший даже героин, а галлюциногенные грибы и экстази оказались в хвосте:480. Оценки работы варьируют от «псевдонаучного упражнения» — самые жёсткие критики отвергли саму методологию сопоставления наркотиков по вреду — до «квантового скачка» в направлении разработки более научно обоснованных и рациональных решений в наркополитике:480, однако, по мнению Юргена Рема (англ. Jürgen Rehm), та статья, при всех её недостатках, является весьма влиятельной и открыла новую эпоху, разделив исследования в этой области на «до неё» и «после»:480. Все работы, выполненные в этой парадигме экспертных оценок вреда рекреационных наркотиков различными группами экспертов, показывают высокую сходимость результатов:5.

### Современные исследования
С самого запрета MDMA потенциальные возможности его применения как психотерапевтического средства продвигает некоммерческая Междисциплинарная ассоциация изучения психоделиков (MAPS), образованная в 1985 году. Исследования идут достаточно медленно из-за трудностей в получении необходимого финансирования, так как MDMA не интересует фармацевтические компании, NIH и обычные фонды, по мнению MAPS, из-за невозможности запатентовать его медицинское применение и нежелания финансировать исследования, которые могут показать положительные применения веществ, объявленных «тяжёлыми наркотиками»:28. Организация критикуется за излишнюю уверенность в сугубой положительности использования психоделической психотерапии.
В 1993—1995 годах в Калифорнийском университете в Лос-Анджелесе прошли исследования первой фазы клинических испытаний MDMA — проверка безопасности его применения в предлагаемой для психотерапии форме. Затем с конца 2000-х годов в Израиле, США, Канаде и Швейцарии идут клинические испытания второго уровня для метода лечения посттравматического стрессового расстройства с помощью психотерапевтических сеансов под воздействием MDMA, в них приняли участие ветераны военных кампаний, женщины, подвергшиеся сексуальному насилию, и другие пациенты:4: только в 6 исследованиях, спонсированных MAPS, приняли участие 130 человек. Результаты этих пилотных экспериментов показали вероятную долговременную эффективность MDMA в случае таких расстройств, устойчивых к прочим видам лечения. Вопрос использования MDMA в психотерапии активно дебатируется с точки зрения баланса возможной пользы и вреда для пациента, а 29 ноября 2016 года FDA дало разрешение на начало третьего финального этапа широкомасштабных клинических испытаний MDMA, которые будут включать минимум 230 пациентов. Первичные результаты свидетельствуют о том, что лечение с применением MDMA в 2-3 раза эффективнее лечения с применением плацебо, и 17 августа 2017 года FDA присвоило психотерапии с использованием MDMA статус «прорывного метода лечения» посттравматического стрессового расстройства (ПТСР), с этого времени идёт окончательная третья фаза клинических испытаний метода. Предварительные результаты, опубликованные в 2018 году, показывают высокую эффективность активных доз MDMA (75 и 125 мг) при психотерапии ПТСР по сравнению с активным контролем (низкой дозой в 30 мг MDMA). После испытаний, если они окажутся успешными, возможно будет подать заявки на включение MDMA в списки медицинских препаратов по ускоренной процедуре, так как посттравматические стрессовые расстройства плохо лечатся любыми известными методами и часто ведут к самоубийствам:33—34. В этом случае, как планирует MAPS, по заявкам будут вынесены решения к 2021 году:33—34. В июне 2023 года FDA выпустило руководство по клиническим испытаниям психоделиков, в том числе и MDMA. Испытания вещества в качестве средства против ПТСР проходят и в Израиле на базе Центра психического здоровья «Беэр-Яаков».
Параллельно с 2013 года проводятся клинические исследования возможности использования MDMA в психотерапии социофобии при расстройствах аутистического спектра:32, а также для облегчения психологического состояния безнадёжных больных:5.
MDMA использовался неофициально как средство, подавляющее тремор при болезни Паркинсона:2.14, эффективность его (+)-изомера в этих целях была продемонстрирована на мышах-моделях и других животных, но на людях официальных испытаний не проводилось:145. Эффектом MDMA вызывать апоптоз клеток лимфомы в культурах заинтересовались онкологи, его производные соединения демонстрируют хороший потенциал как средства для химиотерапии:299—300.
Продолжаются исследования кратко- и долгосрочного влияния MDMA на организм у лабораторных животных, подопытных добровольцев (в исследованиях по психотерапии и эффектам MDMA) и рекреационных пользователей нелегально производимого вещества. Для последних происходит переход от кросс-секционных исследований, сравнивающих между собой группы пользователей в один момент времени, к проспективным исследованиям, позволяющим понять причинные связи и динамику выявленных ранее в кросс-секционных исследованиях дефицитов памяти и умственных способностей у пользователей экстази/MDMA — присутствовали ли они у них изначально, либо развились затем, по мере употребления экстази/MDMA, и не связаны ли они с часто наблюдаемым среди интенсивных пользователей потреблением других наркотиков или их сочетаний:Table 1. Основной вопрос нейротоксичности MDMA при умеренном использовании, вокруг которого уже долгие годы ломают копья сторонники полного запрета вещества и сторонники его использования в медицине и даже в рекреационных целях, по состоянию на 2013 год не разрешён:84.
| Основные вопросы влияния MDMA, исследование которых не завершено:83 |
| --- |
| - Оказывает ли длительный повторяющийся приём экстази долговременное влияние на настроение и умственные способности ? - Оказывает ли MDMA при рекреационном использовании токсическое действие на мозг? - Если оказывает, то какова природа этой нейротоксичности? - Может ли MDMA вызывать зависимость, и, если может, какие подходы могут применяться для её лечения? - Имеет ли MDMA потенциальную пользу как ассистирующее средство при психотерапии? |

## Современное распространение
Экстази является одним из самых распространённых нелегальных веществ — третьим после каннабиоидов и кокаина в мире, а в некоторых странах — даже вторым после препаратов конопли:290. В мировом обзоре употребления наркотиков GDS2017 MDMA занимает по проникновению второе место из запрещённых препаратов после каннабиоидов, незначительно опережая кокаин. Эксперты ООН отмечают, что употребление экстази связано в основном с богатыми странами и является одной из составных частей клубной и рейвовой субкультуры:8, обычно приходясь на выходные и сочетаясь с жаркой атмосферой заполненных людьми помещений и клубными танцами:290:245. По различным исследованиям, десятки процентов любителей клубов на Западе когда-либо употребляли экстази, а около 4 % опрашиваемых в клубах заявляют, что использовали его сегодня:10—11. С 2010-х годов отмечается также выход употребления MDMA за пределы сообщества любителей электронной танцевальной музыки в мейнстрим молодёжной культуры:11. По оценке EMCDDA и Европола в 2011—2014 годы экстази и амфетамины были преобладающими наркотиками, продававшимся через даркнет, по объёму сделок:36.

Частота употребления экстази среди репрезентативной выборки жителей Австралии возрастом 14 лет и выше. В Австралии экстази является вторым по популярности запрещённым веществом после каннабиоидов

По данным Управления ООН по наркотикам и преступности, уровень потребления экстази в мире к концу первого десятилетия XXI века оставался стабильным в сравнении с предыдущим периодом и сравнимым с уровнем потребления кокаина. Количество лиц, которые хоть раз в течение года (данные за 2010 год) пробовали экстази в возрастной группе от 15 до 64 лет, оценивается на уровне 0,2—0,6 % населения, что в абсолютных цифрах даёт от 10,5 млн до 28 млн человек. В Европе, Северной Америке и Океании эти показатели выше — 0,8, 0,9 и 2,9 %, соответственно. Особенно велики показатели потребления экстази среди молодёжи:15 из всех слоёв общества:89. Глобальное потребление экстази, по оценке Управления, за 2008—2013 годы снизилось на 15 %, достигнув уровня в 18,8 миллионов пользователей:67, а затем начало расти, дойдя до 21 миллиона человек:11 или 0,42 % населения Земли за год в возрастной группе от 15 до 64 лет (диапазон оценок 0,18—0,66 %), особенно быстро распространяясь в Восточной и Центральной Европе, а также Южной Америке:13, 40. За 2016 год в мире было конфисковано 14 тонн экстази:30, это количество испытывает устойчивый рост с 2012 года:31.
По данным исследования 2009 года, в Европе 3,3 % всех взрослых (11 миллионов человек) хоть раз пробовали в жизни экстази, а 2,5 миллиона — принимали его хотя бы раз в течение последнего года, похожие числа показало исследование 2012 года в США: 16,2 миллиона пробовавших хотя бы раз в жизни, и 2,6 миллиона принимавших его хотя бы раз за последний год:245—246. Более высокие числа показало исследование European Monitoring Centre for Drugs and Drug Addiction (EMCDDA), опубликованное в 2010 году — 8,6 % взрослых европейцев (16—65 лет) хотя бы раз пробовали в жизни экстази:290.
В Европе в незаконном производстве экстази традиционно высокой остаётся роль Нидерландов и Бельгии:6, в меньшей степени Польши, однако к 2013 году усилилась роль Германии, Болгарии, западнобалканских стран и стран Балтии:114. Согласно отчётам EMCDDA, в большинстве стран Европы, по которым есть данные, с 2007 по 2012 год наблюдалось либо стабильное, либо падающее употребление экстази , сменившееся новым ростом в 2013—2015:10. Анализы сточных вод, проведённые в девятнадцати европейских городах в 2012 году, показали употребление MDMA в диапазоне 32—615 мг (около 1/4—5 типичных доз) на 1000 человек в день. Опрос молодёжи 15—24 лет в ЕС в 2011 году относительно простоты покупки экстази в течение 24 часов дал 8 % ответов «легко», 14 % «довольно легко», 25 % «довольно сложно», 28 % «очень сложно» и 20 % «невозможно»:9. Аналогичные данные по старшеклассникам США в 2010-х годах дают цифры в 35—40 % уверенных в простоте покупки экстази.
Европа же и удерживает пальму первенства в объёмах производства MDMA, постепенно сдавая позиции: в 2008 году 73 % всех конфискованных таблеток экстази имели европейское происхождение, а в 2002 — 82 %:111. Вне Европы лидирующую роль в производстве экстази, по-видимому, играют Австралия, Канада и Индонезия:78—79, внеевропейское производство экстази начало расти с 2003—2004:112. В 2012 году в Индонезии было конфисковано 1,3 тонны экстази, при мировом уровне конфискаций за 2011—2012 годы суммарно в 9 тонн:71. Австралия и Новая Зеландия являются на 2016 год исключительно большими рынками для экстази с одними из максимальных в мире уровнями проникновения:58, наркотик производится и доставляется туда преимущественно из Западной и Центральной Европы:54. По оценкам Управления ООН по наркотикам и преступности (UNODC), в 2007 году в мире было нелегально произведено от 72 до 137 тонн метилендиоксиамфетаминов (MDA, MDMA, MDEA).
Данные по России отрывочны. Исследование 2009 года по репрезентативной выборке населения Ивановской, Архангельской и Самарской областей объёмом 1200 человек показало частоту использования экстази хотя бы раз в жизни в 2,7 % (3,9 % у мужчин и 1,6 % у женщин).

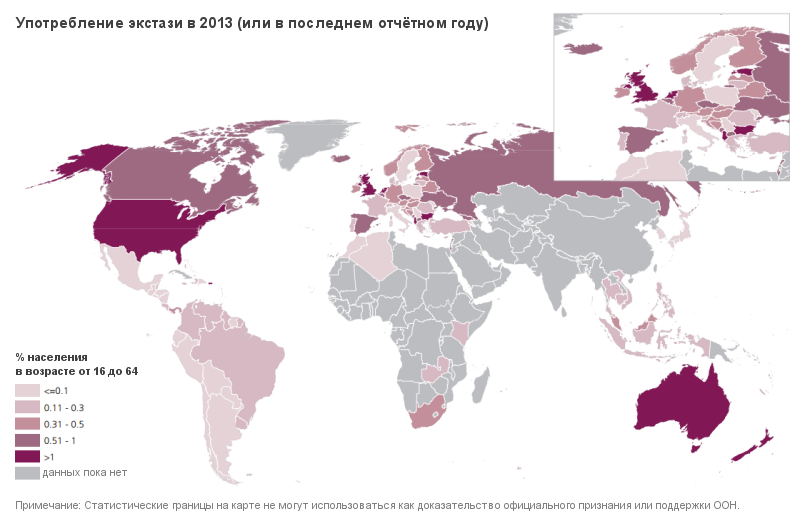
Распространённость экстази по странам мира. См. также текущие данные на сайте UNODC

## Классификация

### Химическая, медицинская и наркологическая классификация
Химически MDMA представляет собой замещённый амфетамин, структурно близкий к психотомиметику мескалину и стимуляторам катинону, амфетамину и метамфетамину:57:246.

Катинон
Мескалин
MDMA
Метамфетамин
Амфетамин

Фармакологическая классификация MDMA противоречива. По DSM IV-TR MDMA классифицируется как галлюциноген, хотя способностью вызывать галлюцинации он практически не обладает. Особенностью психоактивного действия MDMA является способность вызывать чувство эйфории, близости и доверия по отношению к другим людям при одновременном снижении чувства страха и беспокойства:292. Данные эмоциональные эффекты очень устойчивы, что, по мнению многих исследователей, заметно отличает и выделяет MDMA среди других психостимуляторов и психоделиков в отдельную группу эмпатогенов (иногда называемых энтактогенами — такую классификацию для MDMA использует Merck Manual of Diagnosis and Therapy:5), наряду с его аналогами, обладающими близким действием на психику:59:1169.

MDA
MDMA
MDEA
MBDB
Метилон

MDMA, как и всю семью близких к нему эмпатогенов, некоторые авторы относят к дизайнерским наркотикам, однако формально он им не является: по определению дизайнерских наркотиков они должны быть разработаны как психоактивные вещества для обхода существующих ограничений антинаркотического законодательства, а MDA и MDMA были получены исходно как фармацевтические продукты с совершенно иными целями:92. По наиболее распространённому способу синтеза — из продукта растительного происхождения сафрола — MDMA относят к полусинтетическим психоактивным веществам:57. По особенностям распространения и потребления MDMA относят к клубным наркотикам и рекреационным наркотикам:201.

### Правовой статус
MDMA криминализирован законами отдельных стран и международными конвенциями об ограничении оборота психоактивных веществ:154—158. Производство, хранение, транспортировка и распространение MDMA является уголовным преступлением в большинстве стран мира:154—158, с 1986 года это вещество включено в Список I Конвенции о психотропных веществах ООН:14. В большинстве стран его классификация соответствует «тяжёлым наркотикам»:154—158.
В России MDMA входит как наркотическое средство в Список I Перечня наркотических средств, психотропных веществ и их прекурсоров, подлежащих контролю в Российской Федерации (оборот запрещён):58. Для целей статей 228, 228.1, 229 и 229.1 Уголовного кодекса Российской Федерации значительным размером вещества считается 0,6 г, крупным — 3,0 г, особо крупным — 600 г.
Аналогично в ЕС и США запрещён оборот 4 прекурсоров MDMA: сафрола, изосафрола, пипероналя и PMA. В России 3,4-метилендиоксифенил-2-пропанон (MDP2P), сафрол и изосафрол внесены в список наркотических средств, психотропных веществ и их прекурсоров, оборот которых запрещён (список I); пиперональ занесён в список прекурсоров наркотических средств, оборот которых ограничен (список IV).
В то же время, к примеру, полиция Нидерландов, где формально даже владение MDMA без лицензии запрещено с 1988 года, с конца 1980-х годов стремится к минимизации вреда от оборота экстази, поэтому принимает анонимно таблетки вещества на анализ, а во время рейв-вечеринок организует передвижные лаборатории, в которых опять-таки анонимно можно определить приблизительно концентрацию MDMA в таблетках экстази и наличие в них некоторых вредных примесей. Аналогичные негосударственные программы действуют в США:250—251, а государственно поддерживаемые — в Австрии, Испании и Швейцарии. Распространяются также наборы для экспресс-тестирования таблеток, основанные обычно на реакциях окрашивания.

### Вопрос легализации MDMA
С самого запрета использования MDMA в США лоббированием облегчения его использования для научных и медицинских целей занимается группа психотерапевтов, психиатров и психологов — сторонников легализации галлюциногенов, в которую входили или входят Александр Шульгин, Тимоти Лири, Джордж Грир и Рик Доблин:13—15. Это является одной из целей основанной в 1986 году Риком Доблином некоммерческой организации «Междисциплинарная ассоциация изучения психоделиков» (англ. Multidisciplinary Association for Psychedelic Studies, MAPS):94—95. Некоторые учёные, не входящие в эту группу, также поддерживают стремление перевести MDMA в класс менее жёстко контролируемых препаратов, так как избыточные, по их мнению, меры безопасности, применения которых требует нахождение препаратов в списке I, серьёзно затрудняют клинические исследования.
Вопрос перевода MDMA в более низкий класс запрета или его легализации постоянно дискутируется. Отчёт комиссии Великобритании 2009 года рекомендовал согласно анализу вреда от MDMA понизить его классификацию до класса B:Recommendation 6. Ориентируясь на экспертные оценки малого вреда от употребления экстази, Глобальная комиссия по вопросам наркополитики в 2011 году призвала к его декриминализации. Отчёт комиссии Нидерландов (Expertcommissie Lijstensystematiek Opiumwet) 2011 года, рекомендовавшей оставить вещество в Списке I, был мотивирован не вредом от экстази для здоровья, который, как утверждается, оказался менее серьёзным, чем полагался ранее, а масштабами нелегального производства и вовлечённостью в него организованной преступности, что вредит обществу (в том числе и восприятию Нидерландов за рубежом). Отчёт американского Управления по борьбе с наркотиками 2015 года оценивает общественную опасность, связанную с MDMA, как относительно низкую:88.

## Синтез

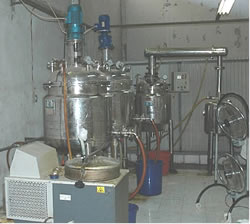
Реактор, использовавшийся для подпольного крупномасштабного производства MDMA в Индонезии, 2005

Сафрол, бесцветное или желтоватое масло, получаемое из коры корня кустарника сассафрас, долгое время являлся наиболее распространённым прекурсором MDMA:57. В литературе описано большое количество методов синтеза MDMA из сафрола через различные промежуточные химические соединения.
Многие способы сводятся к получению галогенпроизводных сафрола (часто используется бромсафрол), который в дальнейшем, взаимодействуя с метиламином, формирует конечный продукт. Аналогичным образом получают MDA и MDEA:
Второй распространённый метод — путём восстановительного аминирования 3,4-метилендиоксифенилацетона (MDP2P). Этот метод заключается во взаимодействии MDP2P с метиламином и последующем восстановлении образовавшегося имина:
Другими прекурсорами MDMA могут выступать ванилин, пиперональ, пирокатехин и другие подобные вещества:57.
Из более чем 20 методов, описанных в литературе, в практике подпольных лабораторий к 2000 году было зафиксировано семь, в шести из них исходным веществом выступает сафрол или изосафрол, и лишь в одном — пиперональ. В 2000-х годах основным методом стал синтез MDMA из коммерчески доступного MDP2P:115, который после усиления контроля над ним в свою очередь стали производить двумя различными методами: окислением изосафрола в кислой среде или восстановлением 1-(3,4-метилендиоексифенил)-2-нитропропена, получаемого реакцией пипероналя и нитроэтана. По оценкам, в Европе самым распространённым с 2010 года источником для синтеза MDP2P стал коммерчески доступный из Китая и не контролируемый ПМК-глицидат (англ. PMK-glycidate):5.
Все распространённые методы синтеза производят рацемические смеси MDMA. Синтез не требует особенно дорогого или сложного оборудования, что затрудняет работу правоохранительных органов:92.

## Свойства
| Соединение         | CAS        |
| ------------------ | ---------- |
| S-(+)-MDMA         | 66142-89-0 |
| S-(+)-MDMA HCl     | 69558-32-3 |
| R-(-)-MDMA         | 81262-70-6 |
| R-(-)-MDMA·HCl     | 69558-31-2 |
| MDMA (рацемат)     | 69610-10-2 |
| MDMA·HCl (рацемат) | 64057-70-1 |

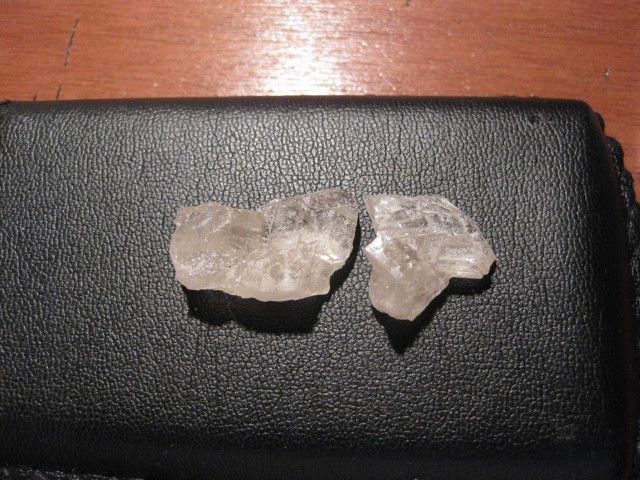
Кристаллы чистой соли MDMA

По химическим свойствам MDMA является основанием и представляет собой бесцветную маслянистую жидкость, практически нерастворимую в воде, отдающую плесенью по запаху и со жгущим вкусом:5. Температура кипения — 155 °C при давлении 20 мм рт. ст. Обычно вещество встречается в виде горьких солей, растворимых в воде — гидрохлорида (CAS-64057-70-1) или, реже, фосфата. Гидрохлорид представляет собой белые, иногда с металлическим оттенком, кристаллы, плавящиеся, в зависимости от содержания воды, при температуре от 147—159 °C для полностью сухого вещества до 107—133 °C для моногидрата. Также гидрохлорид растворяется в хлороформе и этаноле, но нерастворим в эфире.
Вопросы экологической опасности MDMA исследованы слабо, известно лишь, что при попадании в почву он разлагается, период полуразложения — порядка десятков дней. В обычных условиях хранения MDMA стабилен: образцы, приготовленные в 1985 году, не показывали никаких признаков разложения при анализе в 2006. Также MDMA остаётся стабилен в образцах крови и мочи при любых условиях хранения (вплоть до биологической деградации самих образцов), стабилен в воде даже при комнатной температуре до 3 месяцев, и относительно стабилен в образцах печени при том же сроке и температуре хранения.

## Анализ
Для качественного анализа на MDMA в таблетках экстази используют обычно реакции окрашивания: реакцию Марки, реакцию Саймона и реакцию с галловой кислотой:18. Первые две реакции в присутствии MDMA дают интенсивное синее окрашивание, переходящее в чёрное, но обладают малой специфичностью. Реакция с галловой кислотой окрашивает раствор в зелёный цвет и специфична для метилендиоксизамещённых ароматических соединений (кроме MDMA, например, реагирует сафрол):18, 20.
Для качественного анализа на MDMA в жидкостях организма применяются стандартные иммунопробы на амфетамины:251—282. Для точного определения MDMA в моче, слюне, крови или волосах рекомендуются методы капиллярного электрофореза или высокоэффективной жидкостной хроматографии с ультрафиолетовым детектированием на длине волны около 200 нм:251—282. Для мочи золотым стандартом считается метод газовой хроматографии с масс-спектрометрией:254. Эти методы способны обнаруживать по плазме крови приём MDMA в малой дозе (1 мг/кг) через срок до двух суток после приёма, а в большой дозе (1,6 мг/кг) — до шести суток.

## Употребление MDMA

### Способы рекреационного употребления
|  |  |

MDMA обычно употребляют перорально — в виде таблеток экстази:57 или порошка кристаллического MDMA, иногда в США называемого «Молли» (англ. Molly, происходит от англ. molecular — молекулярный), а в Великобритании — «Манди» (англ. Mandy). Иногда вещество встречается в капсулах или в растворах:88, порошок также разводят в жидкостях для употребления или глотают, завёртывая в оболочку из папиросной бумаги или косметических салфеток:295:88.
Более редко MDMA употребляют ингаляционно (курение кристаллической формы, иногда с марихуаной), интраназально, вводят с помощью инъекции:295 или ректально.
Типичная разовая доза для перорального употребления составляет 120 мг (1,2—1,4 мг/кг массы тела), хотя диапазон принимаемой дозы может варьироваться от 50 мг до 700 мг (от 1 до 10 таблеток за ночь — из-за развивающейся толерантности):57.
В настоящее время (2016) средняя таблетка экстази обычно содержит около 125 мг MDMA, иногда с примесью амфетаминовых стимуляторов, кофеина, других психоактивных веществ:7—8:46—47:246, участились партии «суперсильного экстази», которые содержат более 150—200 мг MDMA на таблетку и часто вызывают передозировки. Таблетки, обычно диаметром 7—9 мм, часто делаются ярко-цветными и клеймятся разнообразными рисунками, являющимися своеобразными «торговыми марками» и служащими для различения пользователями партий наркотика и лабораторий — что на самом деле создаёт иллюзорное чувство безопасности, так как состав таблеток даже с единым рисунком варьируется в широких пределах:46 (отмечена также тенденция к падению количества MDMA в таблетках с тем же клеймом с течением времени:21:8). Клеймление таблеток было придумано подпольными производителями MDMA в Европе в конце 1980-х годов:21. Анализ примесей и формы таблеток помогает определять пути синтеза MDMA, прослеживать партии наркотика и соответственно раскрывать сети его производства и поставок — пионером этого направления являются европейские правоохранительные органы.

Цена таблеток экстази и порошка MDMA в различных странах мира согласно Global Drug Survey 2015

Стоимость экстази на чёрном рынке в 2010-х годах сильно упала по сравнению с 1990-ми, дойдя в ЕС до величин от 4 (Нидерланды) до 17 евро (Италия) за таблетку, при оценках себестоимости производства около 15—20 евроцентов:250. В США и Австралии стоимость экстази выше и колеблется в районе 10—25 долларов за таблетку.

### Экстази и MDMA
Под названием экстази иногда объединяют всю группу близкородственных MDMA эмпатогенов:vi и даже более широкий круг соединений и смесей — стимуляторов нервной системы, так как некоторые таблетки, продаваемые как «экстази», вообще не содержат MDMA, и достаточно часто встречаются таблетки, содержащие другие эмпатогены-энтактогены (MDA, MDEA и прочие), а также, вдобавок или вместо них, пара-метоксиамфетамин (PMA), метамфетамин, кофеин, эфедрин, декстрометорфан, кетамин или, с начала XXI века, пиперазины (BZP, TFMPP и другие):115:21 (иногда «жидким экстази» (англ. liquid ecstasy) называют также GHB).
Тем не менее исследования образцов волос людей, принимающих экстази, практически всегда показывают присутствие MDMA (2008 и 2011):291, равно как и анализы продающихся в Европе и США таблеток:46—47. Динамика и современное состояние состава таблеток экстази и порошков молли в некоторой степени прослеживается благодаря анализам образцов, анонимно присылаемых на сайт EcstasyData.org для тестирования:84.
Существует также соответствие между силой и проявлениями желательных и побочных эффектов приёма экстази по субъективным отчётам пользователей и содержанием таблеток, которое рисует «идеальные ожидаемые эффекты» экстази совпадающими именно с эффектами приёма MDMA:1. Поэтому в медицинской литературе экстази и MDMA обычно считают практически идентичными понятиями, хотя методологическая проблема сопоставления их эффектов признаётся:46—47:3, и в самих работах и обзорах обычно проводится чёткое различение между этими факторами:84:4:1.

### Частота и объёмы рекреационного употребления

Использование MDMA в средней сессии по данным Global Drug Survey 2015

Потребление MDMA в Италии по дням недели по анализу сточных вод — с учётом задержки виден пик потребления в выходные

Распространённый паттерн покупок таблеток экстази в клубах — единицы—десятки штук, для личного потребления обычно покупаются единицы, десятки характерны для покупок сразу на компанию друзей:47. Обычная частота потребления — примерно 3—4 эпизода в месяц, что типично для рекреационных наркотиков, употребляемых только по уик-эндам, но не в середине недели:47—51:94. Часто такая структура потребления сохраняется годами без изменения частоты и дозировки, хотя примерно 3/4 пользователей отмечают постепенное падение желательных эффектов потребления и нарастание отрицательных, кратко- и среднесрочных:94. Для продления желаемых эффектов и из-за развивающейся толерантности многие пользователи экстази (до 35 %) используют бустинг — добавление дополнительных доз через некоторое время после основной исходной:244.
В краткосрочной перспективе возможно формирование психологической зависимости от экстази. В связи с возрастающей толерантностью к действию MDMA регулярные пользователи со временем иногда увеличивают дозы единоразового приёма, подобно развитию амфетаминовой или кокаиновой наркомании:61:294: в литературе зафиксированы случаи компульсивного потребления экстази по 10—25 таблеток за раз:47—51. Однако, как по отчётам самих потребителей, так и по некоторым научным исследованиям, это, как правило, не помогает прекратить падение выраженности желаемых эффектов от употребления экстази, но сопровождается нарастанием негативных побочных эффектов, что, в конце концов, приводит подавляющее большинство пользователей к самостоятельному прекращению или крайнему ограничению приёма наркотика (только для «специальных случаев» или «мегасобытий» 2—3 раза в год:9):61:294.
Социологические исследования пользователей экстази показывают, что его использование обычно является временным явлением и прекращается в связи с потерей интереса или изменением жизненных обстоятельств (переездом, переходом на другую работу, женитьбой и тому подобным). Учитывая социальный контекст и подобные траектории использования экстази, его можно отнести скорее не к наркотикам, вызывающим зависимость, а к инструментальным психоактивным веществам:52—53.

### Социология рекреационного употребления
MDMA практически исключительно употребляется не в одиночестве, а с партнёрами или в группах друзей:84:vi. Известно, что употребление экстази друзьями — важный фактор при принятии решений попробовать и продолжать использование экстази:vi. Помимо этого, приём MDMA используется некоторыми сторонниками Нью Эйдж как духовная практика.
MDMA часто считается предпочтительным наркотиком (англ. the drug of choice) в рейв-культуре и на фестивалях, в клубах и на вечеринках электронной музыки:1196. В подобном окружении сенсорные эффекты от музыки, освещения и танцев дают синергетическое сочетание с психоактивными эффектами MDMA. Массовая социальная коммуникация и стимулирующие эффекты препарата также являются причинами для его привлекательности:85.

Индекс вреда и пользы психоактивных веществ по мнению пользователей из Global Drug Survey 2013. Полная высота столбца — воспринимаемая польза, синяя часть — воспринимаемый вред, оранжевая часть — финальная сумма, возможные максимумы — 100. MDMA получил наивысшие рейтинги как по положительным эффектам, так и по финальной оценке баланса позитивных и негативных эффектов.

Интернет-исследования пользователей различных рекреационных психоактивных веществ показывают, что экстази относится ими к классу препаратов относительно низкой опасности с высоким положительным действием, среди факторов которого ими выделяются стимулирующие эффекты и эффекты улучшения социального взаимодействия. MDMA типично не считается пользователями вызывающим привыкание или зависимость:9. Обнаружено, что результаты опросов хорошо коррелируют с экспертными оценками наркологов, но плохо — с текущими правительственными классификациями наркотиков США и Великобритании.
Употребление MDMA и экстази обычно не ассоциировано с преступной деятельностью, вероятно, в силу более высокого социального статуса средних потребителей по сравнению, например, с потребителями героина.

### Сочетанное рекреационное употребление
В большинстве случаев употребление экстази сопровождается использованием других наркотиков, в том числе алкоголя, причём частота и тяжесть их употребления коррелирует с таковыми употребления экстази:244. Социологические исследования показывают, что пользователи экстази часто рассматривают его просто как дополнение к другим уже употребляемым ими наркотикам. Развитие толерантности к MDMA также способствует поисковому употреблению других наркотиков в попытках добиться того же качества ощущений:244.
Несколько исследований указывают на то, что подавляющее большинство пользователей экстази (~90 %) также используют марихуану, алкоголь и табак:762—765. Для модификации эффектов экстази и облегчения негативных постэффектов его приёма некоторые пользователи применяют целый ряд наркотиков, включая ЛСД:766, алкоголь:762, GHB:360:765—766, табак:765, кокаин, амфетамины:244:764—765, опиаты, включая героин:244:762, 766, каннабис:763, бензодиазепины.
Кроме того, в целях предполагаемого усиления эффекта экстази и предполагаемого нейропротекторного эффекта пользователями иногда предварительно принимаются селективные ингибиторы обратного захвата серотонина и ингибиторы моноаминоксидазы, что увеличивает частоту встречаемости симптомов серотонинового синдрома, и может в принципе приводить к осложнениям в виде его острого развития, вплоть до смертельного исхода:244:196.
Иногда совместный приём экстази с другими препаратами имеет целью уменьшить его вред:23—24. Несмотря на широкую распространённость таких практик и некоторые их основания, известные из экспериментов на лабораторных животных, они не исследованы научно на людях, поэтому их эффективность или, наоборот, возможный вред неизвестны:Annex E.
Волнами проходит мода на совместный приём MDMA и силденафила (известного как «Виагра») для расширения сексуальных возможностей:59, которые типично подавляются экстази, несмотря на широкую распространённость побочных эффектов такого сочетания. Такая комбинация этих веществ получила название «секстази» (англ. sextasy).

### Предлагаемое употребление в психотерапии
MDMA предлагается использовать в психотерапии, и некоторые психотерапевты используют его, несмотря на нелегальность:16:152. В легальных исследованиях эффективности MDMA-сочетанной психотерапии стандартная доза для орального применения составляет 125 мг рацемической смеси, при желании терапевта она дополняется через 1,5—2,5 часа половинной дозой в 62,5 мг вещества:55. Подготовка психотерапевтов и проведение сессий регламентируется специальными инструкциями, разработанными MAPS. 17 августа 2017 года FDA присвоило психотерапии с использованием MDMA статус «прорывного метода лечения» посттравматического стрессового расстройства (ПТСР), с этого времени идёт окончательная третья фаза клинических испытаний метода. Предварительные результаты, опубликованные в 2018 году, показывают высокую эффективность активных доз MDMA (75 и 125 мг) при психотерапии ПТСР по сравнению с активным контролем (низкой дозой в 30 мг MDMA).
Пропоненты утверждают, что использование MDMA в такой дозировке всего в одной, двух или трёх психотерапевтических сессиях не даёт существенного риска нейротоксичности и привыкания, но способно вызвать долговременный или даже постоянный положительный эффект при тяжёлых расстройствах психики, например, депрессии, — что подтверждается отдельными свидетельствами из поры, предшествовавшей запрету препарата, и некоторыми более новыми предварительными плацебо-контролируемыми исследованиями для устойчивого к терапии посттравматического стрессового расстройства. Оппоненты указывают на риски потенциальной нейротоксичности MDMA, риски индивидуальных отрицательных эффектов — особенно сильные для лиц, страдающих психологическими проблемами, а также общественные риски восприятия MDMA как безопасного вещества, способного решать психологические проблемы:300—301. По этим вопросам идёт интенсивная полемика, но обе стороны согласны, что для оценки баланса вреда и пользы необходимы дальнейшие исследования:300—301.

## Механизм действия

Энантиомеры MDMA, R-(-) — сверху, S-(+) — снизу

Серотонин

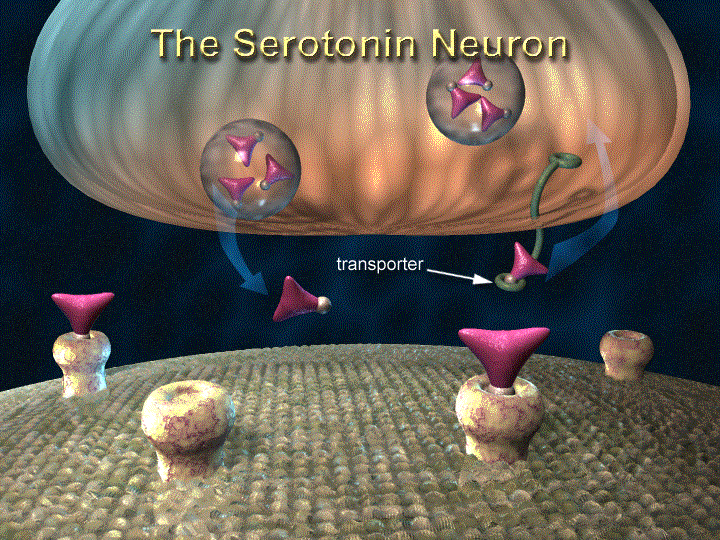
Нормальное функционирование серотонинового синапса

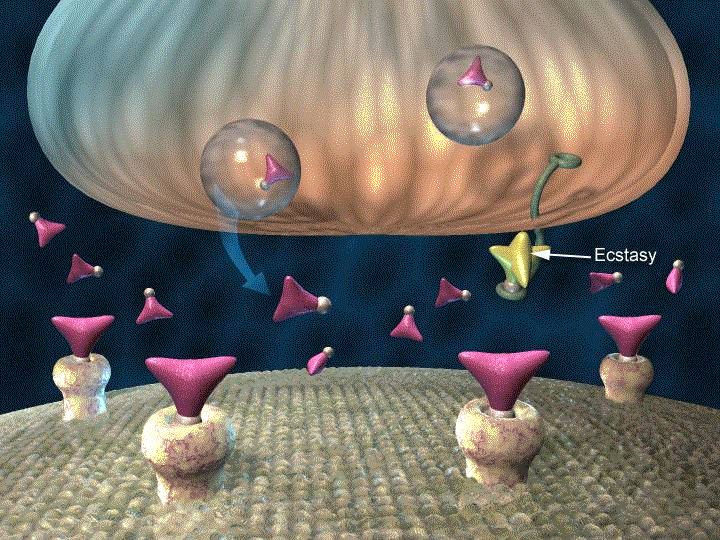
Действие MDMA на синапс

Действие MDMA наступает через 20—30 минут после перорального приёма и длится от часа и более, в зависимости от дозы. Известно, что действие S-(+)-энантиомера MDMA более сильное, чем R-(-)-энантиомера:57: эффективные дозы для них составляют 80—120 мг и 300 мг соответственно. Это нетипично для психотомиметиков — обычно наоборот, большую психоактивность проявляют R-(-)-энантиомеры. Тем не менее чаще всего вещество встречается и используется, в том числе в исследованиях по потенциальному применению в психотерапии, в виде рацемических смесей. Считается, что левовращающий R-(-)-изомер проявляет в большей степени психомиметические свойства (мескалиноподобные), а правовращающий S-(+)-изомер — стимулирующие (амфетаминоподобные):57.
В отличие от других распространённых амфетаминов, MDMA в первую очередь влияет на механизмы нейрорегулирования серотонина:289 — с преимущественным селективным действием на серотонинергические нейроны нигростриатной системы:58. Серотонин является известным нейромедиатором, участвующим в регулировании многих высших функций сознания, а также настроения и ощущения удовольствия: у людей, испытывающих сильную депрессию, наблюдается пониженное количество серотонина. Проникая в нейроны головного мозга, вероятно, путём диффузии:58, MDMA, связываясь с белком-транспортировщиком серотонина Транспортёр серотонина (Kd 0,61 мкмоль, EC50 8 мкмоль), реверсирует его действие, так что вместо захвата отработавшего перенос возбуждения между нервными клетками серотонина снаружи и направления его обратно внутрь аксона для хранения, SERT начинает выкачивать серотонин из аксона в синапс — до 80 % всего доступного количества серотонина выходит в синаптическую щель, а затем рассеивается в межклеточной жидкости:290 (в этом отношении MDMA в 10 раз превосходит метамфетамин:247). Этот эффект более характерен для S-(+)-энантиомера MDMA и связан с его психотропными свойствами:95. Помимо этого, MDMA связывается с белками, расщепляющими серотонин — MAOA и MAOB, ингибируя их активность (IC50 ~50 и ~370 мкмоль, соответственно).
Однако эффект сильного выделения серотонина полностью не объясняет столь необычную психоактивность MDMA:477. Точный механизм действия до конца не известен и является областью активных исследований. Дополнительно идентифицирован ряд нейроэффектов MDMA, следующих за выбросом серотонина или одновременно с ним:290, в том числе выделение таких нейромедиаторов, как дофамин (однако эффективность MDMA в этом отношении в 6 раз меньше, чем у метамфетамина:247), норадреналин (этот эффект частично ответственен за стимулирующие свойства MDMA, см. также раздел о стрессе):247 и ацетилхолин:58 — MDMA напрямую воздействует, хотя и слабее, чем на сайт связывания серотонина, на α2- и α1-адренергические, M1- и M2-холинергические, H1-гистаминовые, β-, D2-, D1-рецепторы и серотониновые 5-HT2A-рецепторы синапсов (умеренные/слабые афинности, на крысах Kd для α2 3,6, 5-HT2A 5,1, H1 5,7, M1 5,8, M2 15, α1 18, β 19, D2 95, D1 148  мкмоль, соответственно). Влияние MDMA на 5-HT2A-рецепторы связывают с галлюциногенными свойствами препарата:58:247, оно более характерно для его R-(-)-энантиомера (Kd 3,3 μM):95. Эйфорические свойства MDMA, вероятно, частично связаны со стимуляцией им дофаминовых D2-рецепторов. Вообще большинство психологических эффектов скорее следуют фармакокинетике S-(+)-энантиомера, помимо этого, в результате метаболизма MDMA образуются другие вещества, в том числе известные психоактивные — MDA и другие, влияние которых на общий испытываемый эффект до конца не изучено:58.
Показано, что MDMA вызывает выделение гормонов — пролактина, вазопрессина и кортизола:247. Лабораторные эксперименты на животных показали, что MDMA также активирует окситоциновые нейроны гипофиза, в основном за счёт стимуляции 5-HT1A рецепторов:247. В некоторых экспериментах оказывается, что эффект эмпатии, вызываемый MDMA, напрямую связан с выделением «гормона привязанности» окситоцина. Дружелюбность людей под воздействием MDMA оказалась прямо темпорально скоррелированной с уровнем окситоцина, а его выброс оказался связанным со внешней температурой — чем она выше, тем сильнее высвобождение окситоцина (что повышает этот эффект в клубах):247. Есть, однако, и работы, оспаривающие связь эффекта эмпатии от MDMA с окситоцином. Хотя кортизол влияет на передачу нервного сигнала и память (см. тут), связь его выброса с субъективными эффектами приёма MDMA не ясна, так как предварительный приём ингибитора синтеза кортизола метирапона блокирует рост концентрации гормона в крови после приёма MDMA, не изменяя ухудшения памяти и изменения настроения под влиянием MDMA:16.

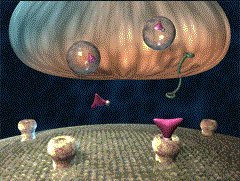
Истощение серотонина в результате действия MDMA

Исследования указывают на то, что прекращение действия MDMA связано не с выведением вещества из организма или его превращением, а с развитием толерантности к его наличию в организме:248—249. Изменение уровня серотонина под действием MDMA имеет сложную форму: после первоначального выброса его концентрация через несколько часов, по окончании начального периода действия вещества, падает ниже нормы, затем через сутки вырастает до обычных значений, а потом падает на несколько дней. Этот последний провал уровня серотонина вызывается в частности тем, что какие-то продукты метаболизма MDMA являются необратимым ингибитором триптофан-гидроксилазы — фермента, ответственного за синтез серотонина:88:248 (сам MDMA in vitro такого эффекта не проявляет:246). Активность энзима в мозге существенно падает на несколько часов, но при этом не восстанавливается до исходной даже через несколько недель после приёма MDMA:248. Кроме того, использование MDMA способно вызывать долгосрочное — месяцы и годы после последнего приёма — угнетение системы серотонинопроизводящих нейронов у лабораторных животных, выраженность которого растёт с возрастом животных — это связывают с его нейротоксичностью.

## Фармакокинетика
Действие MDMA характеризуется сложно-нелинейной фармакокинетикой, связанной с различными скоростями метаболизирования стереоизомеров:1172: S-(+)-энантиомер является более активным:1181. Увеличение дозы и/или более частое употребление непропорционально быстро увеличивает содержание MDMA в плазме крови:58:248—249:1172, начиная с концентрации 125—150 нг/мл:478, поэтому при приёме больших доз вещества значительно повышается риск оксидативного стресса, вызываемого метаболитами MDMA — HHMA и HHA:1176, 1178.
Максимальная концентрация MDMA в крови достигается между 1,5—2 часами после орального приёма:58 и составляет для типичной дозы в 100 мг MDMA около 200 мкг/л:1177. Основным местом всасывания вещества служит, вероятно, тонкий кишечник, а внутри организма путём транспортировки MDMA является простая диффузия — как слабое основание (pKa около 9,9) невысокой молекулярной массы вещество легко проходит через клеточные мембраны:1170. После этого MDMA метаболизируется и медленно выводится из организма, — при этом для типичных доз уровень вещества в крови понижается до половины пиковой концентрации примерно через 7—8 часов после пика:58 (после приёма 100 мг рацемической смеси для S-(+)-MDMA это время составляет 4,8 ч, а для R-(-)-MDMA — 14,8 ч, для 40 мг — 3,6 ч и 5,8 ч, соответственно). Основной путь очистки организма от MDMA — разрушение в печени под действием цитохромов P450, с мочой за 36 часов выводится в неизменном виде лишь 3—8 % исходного количества препарата:249 (по другим данным — около 20 %:1181). Распределение MDMA по организму, по-видимому, неоднородно, с наибольшими концентрациями в головном мозге и печени, однако оно исследовалось только на погибших от передозировки и демонстрирует сильные индивидуальные различия, поэтому результаты должны приниматься с осторожностью:1175.
Сейчас известно о четырёх различных путях метаболизма MDMA: N-деметилирование, окислительное деалкилирование, дезаминирование и присоединение метильного, глюкуронового или сульфатного остатков:1176. Основные из них — первые два, соотносящиеся по скорости примерно как 1:10 и идущие в основном в печени под действием цитохромов P450:1179. Окислительное деалкилирование в основном (примерно на 30 %) обеспечивается цитохромом P450 2D6 (CYP2D6), другие вносящие вклад ферменты: CYP1A2, CYP2B6 и CYP3A4:1179. Продуктом N-деметилирования являются психоактивные метаболиты, включая MDA:1179. Этот метаболический путь обеспечивается в основном ферментом CYP2B6 системы цитохрома P450, и в меньшей степени CYP2D6, CYP1A2 и CYP3A4:1179.
Одна из причин фармакокинетической нелинейности метаболизма MDMA заключается в ингибировании CYP2D6 и CYP2D8 молекулами MDMA:250 путём образования комплексов:1181. Одна стандартная доза MDMA (75 мг) приводит к понижению активности CYP2D6 на 75 % в течение часа, и даже через двое суток активность составляет всего лишь 50 % от исходной, полностью восстанавливаясь только через срок до 10 дней:250. В результате использование MDMA чаще, чем раз в неделю, увеличивает достигаемые максимальные концентрации в крови:250.
Известно, что цитохромы P450 демонстрируют широкий генетический полиморфизм, и их эффективность может сильно варьироваться — что в принципе должно оказывать влияние на метаболизм MDMA, но работ, посвящённых исследованию этого эффекта, по состоянию на 2014 год не проводилось:249.
Идентифицированные метаболиты MDMA включают MDA (3,4-метилендиоксиамфетамин или тенамфетамин, который единственный надёжно обнаруживается в крови и плазме), HMMA (4-гидрокси-3-метокси-метамфетамин), HMA (4-гидрокси-3-метоксиамфетамин), DHA (3,4-дигидроксиамфетамин или альфа-метилодопамин), MDP2P (3,4-метилендиоксифенилацетон), MDOH (N-гидрокси-3,4-метилэнидиосидамфетамин) и другие:1180. Метаболиты MDMA, в свою очередь, в основном подвергаются воздействию цитохромов P450, катехол-О-метилтрансферазы, глюкуронированию или сульфированию:29.
Катехол-О-метилтрансфераза, которая разрушает катехоламины, также демонстрирует генетический полиморфизм, влияющий на её активность:250. Хотя этот фермент не участвует в метаболизме самого MDMA, он разлагает ядовитые продукты его превращения:250. Исследования на людях показывают, что низкоактивный вариант фермента существенно влияет на выведение HHMA и HHA с мочой (оно увеличивается двукратно):250. В исследованиях на культурах клеток печени человека показано, что индуцированная MDMA гепатотоксичность существенно выше для культуры с низкоактивным вариантом фермента:250.
Полярные гидроксилированные продукты метаболизма выводятся из организма с мочой: основной обнаруживаемый там метаболит — HMMA (более 20 % исходной дозы), следующий — ННМА, а выводимый MDA составляет менее 10 % от исходного MDMA:1181. Точный вклад каждого из этих веществ в общий эффект до конца не изучен. Также остаётся открытым вопрос токсичности каждого из этих метаболитов. Известно что MDA, MDP2P и MDOH являются отдельными психоактивными веществами:58.

## Взаимодействие с другими веществами
Известно, что препараты, ингибирующие активность цитохрома P450 2D6, например ритонавир, увеличивают максимальную концентрацию MDMA в крови, что однако, приводит к ослаблению желательных эффектов приёма MDMA и усиливает его побочные эффекты:249—250.
Так как и метамфетамин, и MDMA метаболизируются одним и тем же цитохромом P450 2D6, при совместном применении они ингибируют его ещё сильнее, что приводит к синергетическому эффекту увеличения концентраций обоих веществ в крови, подтверждённому на крысах и in vitro, и, по-видимому, повышает суммарную токсичность — некоторые случаи медицинских осложнений от приёма MDMA были связаны с последующим употреблением других амфетаминов:250.
Взаимодействие с кофеином исследовалось на крысах, обнаружено, что совместное применение кофеина и MDMA сильнее повышает температуру тела у крыс по сравнению с отдельными препаратами:250.
Приём экстази одновременно с препаратами, ингибирующими обратный захват серотонина или моноаминоксидазу, к которым относятся некоторые современные антидепрессанты, может вызвать внезапный острый серотониновый синдром — угрожающее жизни состояние, требующее неотложной медицинской помощи с использованием антисеротониновых препаратов:865. С другой стороны, приём СИОЗС пароксетина за трое суток до введения MDMA серьёзно подавляет психологические и физиологические эффекты наркотика, несмотря на увеличение его максимальной концентрации в крови примерно на 20—30 %:249. Аналогичное действие проявляют СИОЗС циталопрам и флуоксетин, а также блокаторы выброса норадреналина ребоксетин и дулоксетин:249:867—868.
В исследованиях на крысах введение силденафила (виагры) сразу перед введением MDMA и за сутки до него снижало эффект последующего угнетения 5-HT системы нейронов без изменений в гипертермическом ответе и скорости метаболизма MDMA. Аналогичный нейропротекторный эффект показан на крысах на варденафиле и миноксидиле и предполагается для других ингибиторов фосфодиэстеразы 5 (ФДЭ-5) — возможный механизм действия включает увеличение производства цГМФ, активацию протеинкиназы G (PKG) и открытие митохондриальных АТФ-чувствительных калиевых каналов, что подтверждается аналогичным эффектом от введения аналога цГМФ, 8-бромгуанозин цикло-3′,5′-монофосфата, и блокированием эффекта нейропротекции ингибиторами PKG и блокираторами калиевых каналов. Таким образом, предположительно, сочетанное употребление MDMA и препаратов для улучшения эрекции, аналогичных по механизму действия силденафилу, может снижать нейротоксичность MDMA.
Также на крысах нейропротективные эффекты при одновременном введении с MDMA демонстрируют:866: геминейрин (даже в условиях гипертермии), 2-дезокси-D-глюкоза (только при отсутствии гипертермии), хлорфенамин и дифенгидрамин (димедрол), тетрагидроканнабинол, антиоксиданты ацетилцистеин, цистеин, витамин C, липоевая кислота, прекурсоры серотонина триптофан и 5-гидрокситриптофан, блокатор выброса дофамина мазиндол:867, блокаторы выброса норадреналина ребоксетин и дулоксетин:867—868, антагонист 5-HT2A-рецепторов кетансерин:868, специфический ингибитор моноаминоксидазы типа Б (ИМАО) селегилин и селективные ингибиторы обратного захвата серотонина (СИОЗС):92, такие как флуоксетин, циталопрам и пароксетин:865. Обратный эффект демонстрируют никотинамид, мепирамин и трипеленнамин, недостаток витамина E (также усиливает гепатотоксичность).
На крысах гипертермию от воздействия MDMA подавляют препараты-антагонисты 5-HT2A-рецепторов, например кетансерин:868, рисперидон, миртазапин (при введении до и после MDMA), СИОЗС флуоксетин (но только при предварительном введении, ранние работы не находили этого эффекта:865), антипсихотики рисперидон и галоперидол:868, неселективный антагонист адренергических рецепторов карведилол:868 (у людей он же, принятый за час до MDMA, в лабораторных условиях подавляет гипертермию, повышение кровяного давления и частоты сердцебиения, не влияя на субъективные эффекты MDMA:17). У клубных танцоров наблюдаемая гипертермия оказалась положительно скоррелированной с курением табака и отрицательно — каннабиса.
Приём алкоголя или каннабиса вместе с MDMA, по-видимому, не показывает взаимного влияния на фармакокинетику и психологические эффекты этих веществ, за возможным исключением удлинения эйфории и приятных ощущений от алкоголя и MDMA. Совместный приём GHB и MDMA усиливает эйфорический эффект и уменьшает среднесрочные отрицательные постэффекты:765. Галоперидол уменьшает улучшение настроения под действием MDMA и маниакальность, не оказывая влияния на другие психологические параметры и скорость сердцебиения.

## Эффекты при употреблении

### Предсказуемость и временное развитие эффектов

Сравнение концентрации MDMA в крови и вызываемых им субъективных эффектов после орального приёма дозы в 1,6 мг/кг тела. Синяя кривая даёт среднюю концентрацию, область вокруг неё — стандартное отклонение. Красная кривая даёт силу субъективных эффектов — видна краткосрочная толерантность организма

Воздействие MDMA на организм отличается как от стимуляторов, так и от галлюциногенов. В отличие от последних, оно намного более предсказуемо (что подтверждается двойными слепыми исследованиями) и имеет определённые фазы, зависит от дозы, эмоционального и физического состояния человека, а также толерантности организма. Среди всей семьи близкородственных эмпатогенов MDMA, как считается, вызывает наиболее субъективно приятные эффекты, что является причиной его неизменной популярности на рынке синтетических наркотиков:249.
Обычно первые эффекты проявляются в течение 30—60 минут после перорального введения, достигая пика через 75—120 минут. Затем следует фаза плато (англ. plateau), которая длится приблизительно 3,5 часа и заканчивается возвращением субъективных показателей к исходным значениям. Для продления желательных эффектов некоторые пользователи принимают дополнительные таблетки экстази либо сразу (на сленге это называется «складированием» — англ. stacking) либо во время плато, растягивая таким образом эффект («бустинг» — англ. boosting):217. Клинические проявления употребления экстази могут значительно варьироваться, так как дозировка MDMA, а также состав примесей, в том числе психоактивных, меняются от таблетки к таблетке в широких пределах:58—59.

### Характерные эффекты употребления рекреационных доз MDMA
Психологические
- Снятие запретов и барьеров во взаимоотношениях, субъективное упрощение вербального общения[26]:152[243] (качество речи — плавность и когерентность — при этом, однако, ухудшается[244]);
- Возможно быстрое избавление от психологических проблем, несмотря на то, что эти проблемы могут складываться в течение всей жизни (например, известны случаи избавления от заикания за один сеанс, избавление от чувства вины, связанного с потерей близких и так далее — этот эффект лежит в основе предложений использования MDMA в психотерапии)[26]:152[245];
- Повышенная потребность в любви[243];
- Повышенное чувство близости с другими людьми (сопровождающееся получением удовольствия от телесного контакта — «вещество объятий», англ. hug drug)[26]:152[246];
- Повышенное чувство сопереживания и сочувствия[246];
- Чувство внутреннего мира, счастья и гармонии окружающего[26]:152;
- Новизна восприятия обычных ощущений[26]:152;
- Ухудшение вербальной, пространственной, визуальной и рабочей памяти[208].

Физиологические

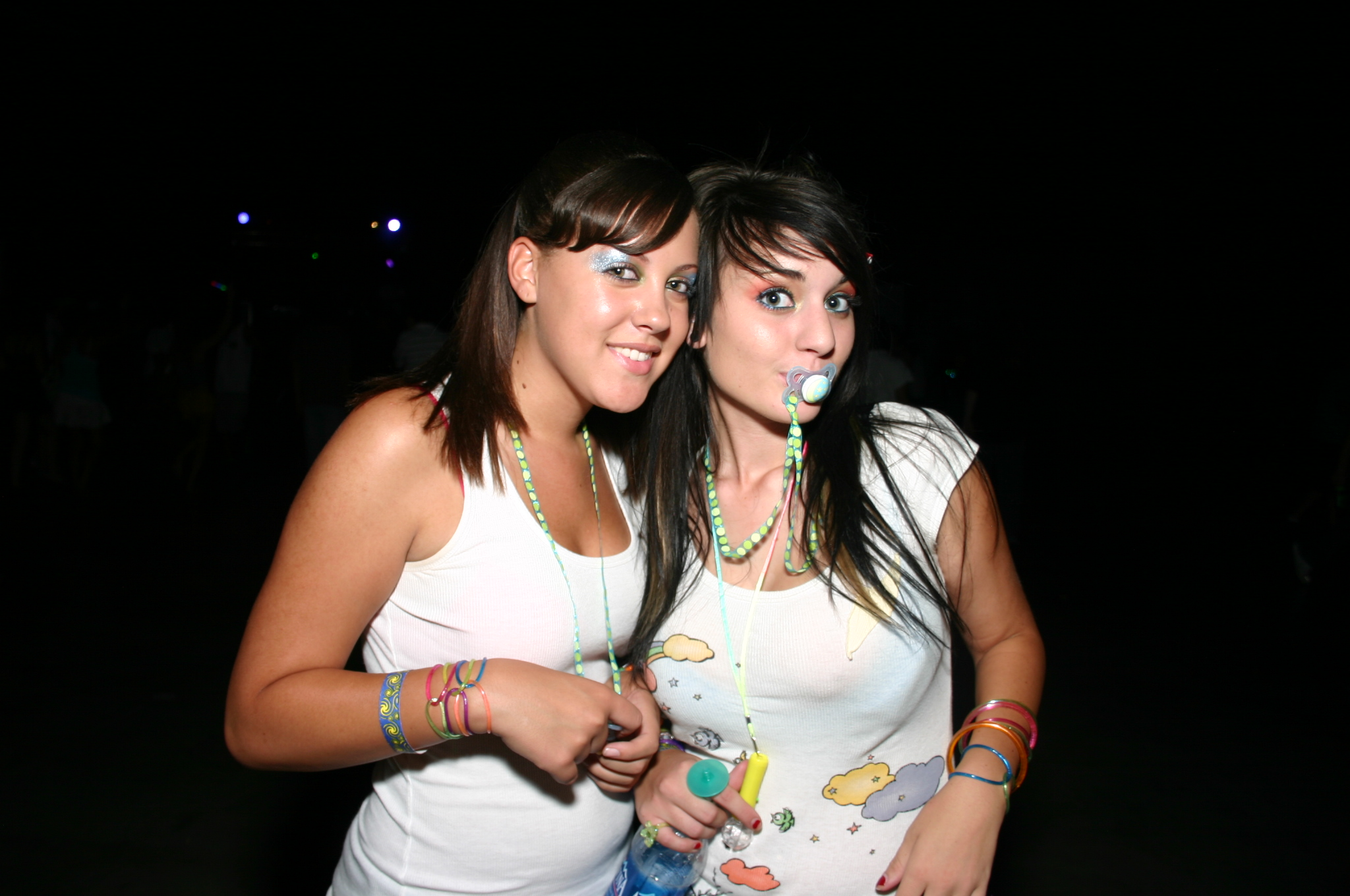
Использование рейверами сосок или непрерывное жевание резинок помогает облегчать разрушительные последствия бруксизма (зубного скрежета) для зубной эмали

- Искажения визуального восприятия средней степени (размазывание и раздвоение воспринимаемого изображения)[2];
- Сухость во рту[2][5]:292;
- Ускоренный сердечный темп и дыхание[5]:292[243];
- Повышение кровяного давления[5]:292[243];
- Гипергидроз[2] и обезвоживание[243];
- Тошнота[243];
- Сжимание челюстей и скрежет зубами[2][243];
- Потеря аппетита[243];
- Покалывания кожи[246];
- Расширение зрачков[2][246], ухудшение реакции их на свет[248], при больших дозах — косоглазие в виде эзофории[26]:155;
- Гипертермия[5]:292[246][249];
- Затруднённое мочеиспускание[169]:150;
- Ослабление координации движений[2], мышечные боли или конвульсии[2] (при передозировке)[246].

Организм, вышедший из-под воздействия MDMA, может в течение нескольких суток испытывать некоторые из следующих состояний
- Физическое истощение;
- Депрессия и раздражительность;
- Бессонница;
- Чувство беспокойства;
- Паранойя;
- Трудности с концентрацией мысли.

### Физиологические эффекты
MDMA возбуждает симпатическую нервную систему и приводит к некоторым проявлениям серотонинового синдрома, с которым и связывается его физиологическое действие:292. Возможно, перевозбуждению способствует и атмосфера клубов с громкой музыкой, световыми шоу и плотными толпами:292. На гормональном уровне MDMA вызывает выброс кортизола, пролактина, окситоцина и вазопрессина:86.
MDMA вызывает стимуляцию сердечно-сосудистой системы: в дозах от 1 мг/кг наблюдаются повышение артериального давления, ускорение сердцебиения и увеличение минутного объёма крови:212. В рандомизированном двойном слепом плацебо-контролируемом исследовании приём 125 мг MDMA приводил к повышению систолического и диастолического давления примерно на 25 мм ртутного столба, и к увеличению пульса примерно на 25 ударов в минуту (плацебо — примерно 7 и 10, соответственно):248.
Под воздействием MDMA изменяется нормальный процесс терморегуляции — сужаются капилляры кожи и затрудняется потоотделение при одновременном резком усилении производства тепла в мозгу. Это многократно усиливает опасность перегрева (либо переохлаждения — в условиях низкой температуры):292. Даже при отсутствии физических нагрузок, в лабораторных условиях, приём MDMA в количестве 1,5—1,7 (2) мг на кг массы тела приводит к повышению температуры на 0,3—0,5 °C (0,4—2,0 °C, соответственно):247. Полевые исследования танцоров в клубах показали ещё более высокие значения: повышение внутренней температуры на 1,1 °C и температуры кожи на 1,8 °C:292.
Также под воздействием MDMA (и амфетаминов) у животных нарушается проницаемость гемато-энцефалического барьера, что приводит к переходу воды и ионов натрия из крови в мозговую межклеточную жидкость, приводя к гипернатриемии мозга, тесно скоррелированной со степенью повышения температуры тела. Это является фактором риска, дополнительно способствующим периферийной гипонатриемии как следствию неумеренного потребления воды под действием ощущаемой жажды и уменьшения потоотделения (в результате спазма капилляров кожи) и диуреза (в результате выброса вазопрессина).
MDMA вызывает мидриаз — расширение зрачков, причём этот эффект скоррелирован с концентрацией MDMA в крови и продолжается дольше психологических эффектов. Также действие MDMA ухудшает реакцию зрачков на свет — замедляет её и снижает её величину, этот эффект скоррелирован с психологическими эффектами препарата и проявляет такую же краткосрочную толерантность. В больших дозах MDMA вызывает косоглазие в виде эзофории:155.
Характерными побочными физиологическими эффектами MDMA являются тризм — спазм жевательной мускулатуры, и связанный с ним и перевозбуждением бруксизм — скрежет зубами:86.

### Психологические эффекты

#### Общий обзор психологических эффектов
| Признак                              | Частота, % |
| ------------------------------------ | ---------- |
| Ощущение «близости» с другими людьми | 90         |
| Тризм                                | 75         |
| Тахикардия                           | 72         |
| Сухость во рту                       | 61         |
| «Люминесценция» объектов             | 42         |
| Тремор                               | 42         |
| Затруднения в концентрации внимания  | 38         |
| Потливость                           | 38         |
| Парестезия                           | 35         |
| Ощущение озноба или жара             | 33         |
| Бессонница                           | 31         |
| Повышенная чувствительность к холоду | 27         |
| Головокружение                       | 24         |
| Пониженное настроение                | 21         |
| Зрительные галлюцинации              | 20         |
| Нарушения зрения («смазанность»)     | 20         |
| Головная боль                        | 17         |
| Беспокойство, страх                  | 12         |

MDMA в целом вызывает эйфорию, однако его действие глубже и сопровождается разнообразными психологическими эффектами:293 (см. таблицу). Как показывают исследования, MDMA может усиливать любое настроение, в том числе негативное, и его эффект зависит от внутренних ожиданий и окружения принимающего:292—294.
Результаты воздействия также варьируются в зависимости от дозы: в двойных слепых лабораторных испытаниях в дозировке 0,5 мг/кг эффекты MDMA не прослеживаются, а при повышении дозировок в таблетках экстази субъективно положительные эффекты нарастают примерно до дозы в 80—100 мг, а затем начинают спадать на фоне усиливающихся субъективно отрицательных и полностью пропадают при дозировке около 180 мг:86.
Принимающие экстази обычно описывают своё внутреннее состояние как эйфорию, интимность и близость к другим людям — «все люди — мои друзья»; ощущение «полёта, бесконечного счастья, высокой чувствительности»:293. В период действия MDMA повышается самоуверенность, настроение, мнительность, экстравертированность, наблюдается ускорение ассоциативных процессов, повышенная чувствительность (зрения, слуха, осязания), бодрость и эмоциональное возбуждение:59. Некоторые пользователи могут испытывать состояние ошеломлённости, нарушения восприятия и/или расстройства самовосприятия:59, изменения восприятия времени и пространства, мании, сбои в мышлении, страхи потерять контроль над телом и разумом, галлюцинации и псевдогаллюцинации, синестезию, изменения в восприятии, обостряется память и/или воображение.
Используя обширный опросник и применяя к ответам анализ главных компонент, Самнол с соавторами выделили 6 основных компонентов субъективного опыта принятия экстази, по мере убывания важности (в скобках наиболее весомые пункты опросника в каждом компоненте):86:
1. изменения восприятия («Всё, на что я смотрю, кажется, вибрирует или пульсирует, когда я на экстази» — англ. “Everything I look at seems to vibrate or pulse when I am on ecstasy”);
2. энтактогенез («На экстази я могу по желанию добиваться озарений обо мне, моей личности и взаимоотношениях с другими людьми» — англ. “On ecstasy I can deliberately generate insights concerning myself, my personality, and my relationships with other people”);
3. просоциальные эффекты («Когда я на экстази, у меня возникает чувство заботы и сопереживания к людям, которые рядом» — англ. “When I am on ecstasy I have strong feelings of caring or compassion for people I am with”);
4. эстетические эффекты и влияние на настроение («На экстази приятно двигаться и танцевать» — англ. “On ecstasy it is pleasurable to move and dance”);
5. негативные эффекты («Когда я на экстази, мне сложно что-либо запомнить» — англ. “When I am on ecstasy I find that I have problems remembering things”);
6. сексуальные эффекты («Сексуальный оргазм на экстази имеет новые качества» — англ. “Sexual orgasm has new qualities when on ecstasy”).

#### Влияние на настроение, социальность и эмпатию
Действие MDMA на настроение может быть очень сильным — в исследовании 2003 года 91 % британских пользователей отмечали возникновение эйфорической волны (англ. euphoric rush) после приёма экстази:293. Некоторые интервьюируемые отмечали, что воздействие экстази превосходит любые приятные ощущения, которые они испытывали в жизни, в то время как другие начинающие пользователи, наоборот, указывали, что воздействие оказалось не таким приятным, как они ожидали:293.
Повышение настроения, дружелюбности и энергичности после приёма около 100 мг MDMA подтверждается в плацебо-контролируемых лабораторных исследованиях:293. Характерна эмоциональная открытость, чувство сопричастности и близости к окружающим, сопровождающиеся желанием разговаривать и обсуждать свои ощущения:59. В памятках по обращению с людьми подчёркивается общая кооперативность и отсутствие агрессии у лиц, находящихся под влиянием экстази, а отдельные свидетельства полиции Англии о рейвах первого поколения — с широким распространением только экстази без других наркотиков, включая алкоголь — указывают на меньшее число правонарушений по сравнению с другими сборищами людей такого же масштаба:Ev 93.
Объективные измерения в плацебо-контролируемых лабораторных исследованиях показывают диапазон результатов влияния на когнитивную эмпатию от неизменности распознавания эмоций до улучшения распознавания положительных эмоций на фоне снижения распознаваемости отрицательных с тенденцией к усилению эффекта при переходе от доз 0,75 мг/кг к 1,5 мг/кг. Эмоциональная эмпатия (степень сопереживания) от MDMA увеличивается, так же как и щедрость, воспринимаемая позитивность социального взаимодействия и стремление к социализации (в том числе у лабораторных животных), а степень распознавания социального отвержения и его воздействие на самооценку снижается.
Менее широко известно, что в лабораторных и полевых исследованиях оказывается, что MDMA усиливает и отрицательное настроение: в лабораторных условиях показано усиление депрессии, страха перед будущим, тревожности и чувства одиночества, причём эти эффекты сильнее выражены среди женщин:293. Возможно, что такое отрицательное влияние на настроение, более характерное для лабораторных исследований, связано с повышением ценности социального взаимодействия под действием MDMA: в то время как в лаборатории социальные взаимодействия ограничены, в обычных условиях приём экстази происходит в компаниях или толпах:294. В полевых условиях пользователи экстази отмечают иногда возникающие внезапные приступы тревожности, паники, чувства потери контроля и перевозбуждения, причём они могут возникать одновременно с позитивными ощущениями или чередоваться с ними во время действия MDMA:293. Возникающие проблемы типично не приводят к дальнейшему отказу от приёма экстази, а в их формировании обычно прослеживается влияние сета и сеттинга.

#### Расстройства восприятия
MDMA, особенно в высоких дозах, вызывает лёгкие расстройства восприятия в виде рудиментарных галлюцинаций, усиления яркости и чёткости предметов, трёхмерного восприятия двумерных объектов, микро- и макропсий и чувства изменений в себе и окружающем, которые обычно воспринимаются субъективно положительно:59. Вариации частоты встречаемости галлюцинаций простираются в различных исследованиях от «редких» до 43 % респондентов:59.

#### Сексуальная функция
Стимулирующее влияние MDMA на сексуальную функцию неясно, однако ретроспективные опросы употребляющих указывают на тот же или пониженный уровень либидо, но с обострением чувственного удовольствия от секса:59. В то же время отмечается усложнение достижения сексуального возбуждения и оргазма, особенно мужчинами, что, возможно, связано с выбросом пролактина под действием MDMA. Также в прямых лабораторных экспериментах MDMA вызывает похожие эффекты и снижение сексуальной активности у крыс.

### Побочные действия
Побочные действия MDMA сходны с другими стимуляторами амфетаминового ряда и включают в себя: излишне повышенный тонус мышц, повышение артериального давления (обычно как после физических нагрузок средней силы), тризм жевательной мускулатуры (сложности при раскрытии рта), бруксизм (скрежет зубами), акатизию (невозможность усидеть на месте), реже — сухость во рту, бессонницу, головную боль, головокружение, тошноту, снижение аппетита, смазанность зрительного восприятия (см. таблицу):59:3—4. Редко при приёме экстази — около 1 случая на 10 000 принимаемых таблеток — встречаются серьёзные осложнения, с которыми пользователи обращаются в больницы, очень редко — около 1 на 1 800 000 таблеток — со смертельным исходом:4.17, при лабораторных исследованиях MDMA на добровольцах (более 1100 человек к 2016 году) серьёзных медицинских осложнений, требующих госпитализации, не наблюдалось ни разу:3—4:4. После прохождения плато в течение нескольких дней характерные жалобы включают в себя боль и «зажатость» мышц, понижение внимания и настроения, тревожность, ухудшение сна и бессонницу:59:298—299.

## Толерантность
MDMA характеризуется как кратковременной толерантностью, формируемой в организме после однократного использования:248—249 и продолжающейся более суток:88, так и долговременной — формирующейся постепенно, в течение нескольких месяцев или лет:79. Толерантность увеличивается после первых недель систематического приёма, что подтверждается опытами на обезьянах:61. Как говорят пользователи: «экстази теряет свою магическую силу» (англ. ecstasy loses its magic), падение интенсивности положительных ощущений в зависимости от длительности приёма экстази подтверждается в ретроспективных опросах. Это иногда приводит к увеличению употребляемых доз, принимаемых одномоментно или постепенно через определённые интервалы:294—295, подобно развитию кокаиновой или амфетаминовой наркомании, однако, в отличие от них, прямых данных о формировании к MDMA физиологической или серьёзной психологической зависимости не найдено:61.
При слишком частом использовании толерантность организма возрастает настолько, что MDMA перестаёт оказывать своё эмпатогенное действие, в то время как неприятные побочные эффекты сохраняются и нарастают:294. Например, при увеличении доз растёт количество пропускаемых рабочих дней из-за потери аппетита, депрессии и болезней:295. Поэтому говорят, что это вещество «не поощряет злоупотребления». В результате большинство регулярных пользователей в конце концов сами перестают принимать экстази или снижают частоту его употребления до минимума, что делает это вещество в известном роде уникальным среди запрещённых препаратов:61:294 (аналогичный эффект при свободном доступе к MDMA наблюдается на макаках-резусах). Существует точка зрения, что развитие толерантности к MDMA свидетельствует о его нейротоксичности при его рекреационном, а также свободном употреблении:Sec. 5.2. По утверждениям Шульгина, перекрёстная толерантность между MDMA и MDA отсутствует, что по его мнению указывает на различные механизмы действия этих веществ.

## Риск для здоровья

### Общие оценки вреда
| Другие оценки социальной и индивидуальной вредности рекреационного использования психоактивных веществ |
| --- |
| |

Шкала вредности 2015 по данным международной экспертной группы из стран Европейского союза

Шкала вредности 2015 по методу предела экспозиции (Margin of Exposure (MOE)) — чем выше значения, тем безопаснее вещество

На сегодняшний день не существует серьёзных научных доказательств того, что приём одной типичной дозы MDMA (75—125 мг) может нанести необратимый вред физическому или психическому здоровью человека:61, хотя в качестве возможных рисков указывается, что его метаболит MDA приводит к отмиранию производящих серотонин нейронов, и есть данные о том, что MDMA в дозах от 5 мг/кг (существенно бо́льших типичных рекреационных для человека) вызывает повреждения серотониновых нейронов у крыс и других лабораторных животных:6.2—3. Не существует также данных о физиологической или серьёзной психологической зависимости от препарата:7.1.
На основании данных по Великобритании, статистический риск смерти от приёма экстази оценивается как 1 к 1,8 миллиона в расчёте на одну принимаемую таблетку:4.17, а риск серьёзных осложнений — 1 к 10000. Приём MDMA, в отличие от других распространённых наркотических препаратов, не приводит к приступам паранойи, агрессивному, несдержанному или рискованному поведению, сексуальному насилию:10.5,8,9. Есть данные о вероятном долговременном ухудшении памяти и способности планировать свои действия у пользователей экстази, но величина эффектов не выводит их за пределы нормальных диапазонов:6.11. Метаобзор всех данных по вредным последствиям приёма экстази, опубликованных к 2009 году, нашёл слабые, но консистентные негативные различия по многим исследованным параметрам между пользователями экстази и контрольными группами полинаркоманов, однако качество практически всех исследований таково, что этот вывод нужно интерпретировать весьма осторожно:153. Также отмечается то, что найденные эффекты не являются клинически релевантными и их влияние на качество жизни пользователей остаётся неизвестным:156—157.
Основной риск для применяющих MDMA состоит в том, что таблетки экстази, произведённые нелегально, потенциально могут содержать другие вещества — метамфетамин, MDA, MDEA, которые более токсичны, чем MDMA, а также другие опасные химические примеси — побочные продукты кустарно проведённых химических реакций, поскольку ввиду нелегального статуса экстази нельзя говорить о каком-либо контроле качества подпольного производства:246. Эти проблемы также затрудняют оценку вреда от MDMA на основании исследований пользователей экстази:46—47.
Другой серьёзной опасностью экстази является то, что этот наркотик может стать первым наркотиком при полинаркомании и явиться первым шагом на пути потребителя к более опасным запрещённым веществам, что часто происходит на самом деле.
Согласно отчёту парламентской комиссии Великобритании 2006 года, использование экстази само по себе менее опасно, чем использование табака или алкоголя с точки зрения влияния на общество и физическое здоровье, а также формирования зависимости (аналогичные результаты получены в исследовании 2015 года относительно индивидуального и социального вреда экстази по методу предела экспозиции (англ. Margin of Exposure (MOE)) — стандартному методу Европейского Союза для оценки вреда канцерогенов и мутагенов). Аналогично отчёт DEA за 2015 год относит MDMA и молли к непрекращающимся, но относительно малоопасным угрозам для США:88.
Противники экстази выражают опасения, что даже однократное употребление MDMA вызывает иногда серьёзные медицинские осложнения, вплоть до смертельного исхода, а в долгосрочной перспективе его употребление из-за предполагаемой нейротоксичности может нанести пагубный вред психическому здоровью:52—53. Однако в Великобритании, где пик популярности экстази пришёлся на 1980-е годы, к 2006 году не было отмечено каких-либо существенных отклонений по уровню психических заболеваний:Ev 92—93. За почти 30 лет широкого использования экстази миллионами людей, несмотря на многочисленные лабораторные работы о потенциальном его вреде, не зафиксировано никаких широкомасштабных проблем среди употребляющих:52—53, по сравнению с другими запрещёнными препаратами риск медицинских осложнений от экстази невелик:246 и для большинства осложнений не зависит от принимаемой дозы вещества:60 (не все авторы согласны с последним утверждением:246).
Профессор Дэвид Натт, возглавлявший до 2009 года Совет по борьбе с наркотиками, заключения которого должны были ложиться в основу политики британского правительства в отношении различных наркотических веществ, в 2007 году пришёл к выводу, что экстази, относящийся в Британии к самой опасной категории наркотиков — категории «А», — на деле примерно в восемь—десять раз безопаснее алкоголя и замыкает список (на восемнадцатом месте из двадцати) наиболее опасных веществ, потребляемых людьми, в плане социального и индивидуального вреда (обществу и здоровью индивидуума). Он сравнил риски употребления экстази с рисками занятия конным спортом, придя к выводу о большей опасности для здоровья последнего.
Профессор Натт был соавтором статьи, опубликованной в 2010 году в журнале The Lancet, в которой авторы отстаивали идею, что острие борьбы правительства Великобритании должно быть перенесено с MDMA (и ряда других наркотиков) на алкоголь и табак, которые являются гораздо более опасными для общества и личности. По поводу экстази в статье писалось:

…за исключением нескольких отдельных трагических случаев, экстази сравнительно безопасно. Несмотря на то, что экстази употребляет примерно треть молодых людей и около полумиллиона человек каждые выходные, это вызывает менее десяти смертей в год. Один человек умирает ежедневно от острого алкогольного отравления и ещё тысячи хронических алкоголиков умирают ежегодно.
Оригинальный текст (англ.)…apart from some tragic isolated cases ecstasy is relatively safe. Despite about a third of young people having tried the drug and around half a million users every weekend, it causes fewer than 10 deaths a year. One person a day is killed by acute alcohol poisoning and thousands more from chronic use.

К аналогичным оценкам вреда от использования экстази пришло нидерландское исследование 2010 года и экспертная группа 20 наркологов из различных стран Европейского союза в 2015 году. Хотя методология этих работ подвергалась критике, приводящих к существенно другим результатам научно обоснованных оценок риска в литературе практически нет:480.

### Риск летального исхода
| Вещество | Смертей  | Употребляющих | Процент смертности |
| -------- | -------- | ------------- | ------------------ |
| Никотин  | 114 тыс. | 12,5 млн      | 0,912 %            |
| Алкоголь | 22 тыс.  | 58 млн        | 0,038 %            |
| MDMA     | 33       | 800 тыс.      | 0,004 %            |

Количество смертей, связанных с MDMA/экстази, в Англии и Уэльсе

По сравнению с распространением экстази вызываемая им смертность чрезвычайно низка — вероятность умереть от приёма экстази ниже, чем получить удар молнии, при этом большинство смертей связаны скорее с обстоятельствами, сопровождавшими употребление наркотика, чем с токсическим воздействием MDMA на организм.
По британским данным статистический риск смерти после приёма экстази грубо оценивается как 1 к 1,8 миллиона в расчёте на одну принимаемую таблетку, а если вычесть смерти, где в теле обнаруживаются также иные наркотики, — то ещё в два раза меньше:4.17. По данным Англии и Уэльса за 1997—2007 годы смертность от экстази в группе 16—59-летних пользователей оценивается в 10,9 случаев на 100 000 пользователей в год при сочетанном употреблении наркотиков и в 1,8 случаев — при употреблении только экстази. В сравнении с таким легальным наркотиком, как никотин, риск смерти при употреблении экстази в Великобритании оказался более чем в 200 раз меньше, чем риск смерти от табакокурения, и в 9,5 раз меньше, чем от алкоголя. Другая оценка 2009 года — около 12 смертей в год на 500 000 принимающих экстази еженедельно, также основывается на данных по Великобритании:827.
Известными причинами смерти от влияния экстази являются: тепловой удар, приводящий к органной недостаточности, острая печёночная недостаточность, сердечный приступ, конвульсии, рабдомиолиз, рассеянное тромбообразование и наоборот — несвёртываемость крови:292. Самыми частыми состояниями, ведущими к смерти, оказываются гипертермия и гипонатриемия:147. По-видимому, риск смертельных осложнений не является дозозависимым:51.

### Риск серьёзных медицинских осложнений
Риск серьёзных медицинских осложнений от употребления экстази невелик:246 и меньше аналогичных рисков от других наркотиков:4.4: к началу 2010-х годов, как говорят оценки SAMHSA, число обращений в больницы после употребления экстази или порошка MDMA в США по сравнению с серединой 2000-х выросло и стабилизировалось около 23 тысяч в год (при примерно 6000 обращений, где MDMA/экстази было единственным вовлечённым веществом) — однако это полное количество представляет собой менее 2 % всех обращений, связанных со злоупотреблением запрещёнными психоактивными веществами (оценка — 1,25 миллиона в 2011, один кокаин приводит к полумиллиону обращений):298—299. По британским данным одно обращение в больницу приходится примерно на 10 000 употреблённых таблеток экстази.
Серьёзной проблемой при расчёте рисков и описании их клинической картины является нестабильность дозировки и состава таблеток экстази:246 и типично выявляемое при обращениях сочетанное его употребление с другими наркотиками (> 80 % случаев:10) — напротив, при лабораторных исследованиях чистого MDMA в контролируемых условиях на добровольцах (более 1100 человек к 2016 году) серьёзных медицинских осложнений, потребовавших госпитализации, не наблюдалось ни разу:3—4:4. Считается, что риск большинства осложнений не зависит от принимаемой дозы вещества:60, но не все авторы согласны с этим утверждением:246.
Наиболее часто встречающиеся осложнения в порядке убывания частоты по результатам систематического обзора литературы 2009 года: гипертермия, судороги, расстройства центральной нервной системы, печёночная недостаточность и гипонатриемия (неэксклюзивно):143, 147.

### Физиологическая и психологическая зависимость
Нет данных, что к MDMA формируется физиологическая зависимость:7.1. Пользователи отмечают признаки синдрома отмены, однако неясно, является ли он настоящим синдромом или связан со среднесрочным влиянием MDMA на организм.
Согласно результатам исследований на животных есть данные о возможном развитии психологической зависимости от MDMA:216—217, но количество усилий, которые животные готовы затратить для получения новой дозы MDMA, значительно меньше, чем для кокаина, амфетамина, метамфетамина или опиатов, таких как героин и морфин:94. При этом по опросам среди в настоящий момент употребляющих экстази частота расстройств зависимости колеблется в районе десятков процентов, однако проспективные исследования показывают, что подавляющее большинство употребляющих экстази в дальнейшем прекращают или радикально снижают употребление — даже среди тех, кто показывал признаки зависимости в начале исследований:61:294.
Люди прекращают использование экстази, не требуя для этого медицинского вмешательства:217. Обращающиеся за медицинской помощью для излечения зависимости от экстази составляют очень малый процент от полного числа обращающихся по проблемам зависимости при сравнимом уровне распространённости наркотиков, так, например, в Англии за 2007/2008 годы — 1059 человек из 201 907 (чуть менее 0,5 %):7.3—4.

### Нейротоксичность
Вопрос нейротоксичности MDMA при его рекреационном использовании не вполне ясен и вызывает активные дебаты:84:479—485. Кроме того, нейротоксичными могут быть примеси и другие действующие вещества таблеток экстази, отличные от MDMA — что представляет собой методологическую проблему при связывании эффектов, наблюдаемых на пользователях экстази, с воздействием именно этого вещества. Известны четыре потенциальных механизма нейротоксичности: гипертермия, токсичные метаболиты MDMA, оксидативный стресс и нарушения регуляции митохондриального метаболизма.
Нейротоксичность MDMA продемонстрирована на животных, однако дозы, для которых этот эффект наблюдается, многократно превышают типичные рекреационные в расчёте на килограмм массы тела:92:46. Наряду со среднесрочным угнетением серотонинергических нейронов после приёма препарата, у лабораторных животных после введения MDMA наблюдаются признаки дегенерации окончаний аксонов серотониновых нейронов, хотя происхождение эффекта до сих пор вызывает дебаты:290 — две основные конкурирующие гипотезы состоят в том, что либо происходит физическое отмирание окончаний, либо его не происходит, но в препаратах они не видны из-за резко понижающегося в серотониновых нейронах уровня экспрессии транспортировщика серотонина SERT и триптофан-гидроксилазы и соответствующего падения их концентрации в аксонах:91. Известно, что у животных нейротоксичность связана с гипертермией и снижается при содержании крыс в холодном окружении:91. Кроме того, введение MDMA непосредственно в мозг крыс не даёт последующего долговременного падения уровня серотонина, хотя приводит к такому же его изначальному выбросу:91. Это вызвало к жизни гипотезу, что нейротоксичность проявляют метаболиты MDMA, но не он сам, однако есть и работы, не подтверждающие этого вывода:91—92.
После прекращения введения MDMA у животных наблюдается восстановление окончаний, однако насколько оно полное — не ясно, в одной из работ был найден ненормальный рисунок аксонов у макак-резусов через 7 лет после последнего введения MDMA, другие показывают полное восстановление:91:85. Механический перенос данных с животных на человека невозможен, так как известны сильные межвидовые различия в нейротоксичности (например, у мышей в основном страдают дофаминовые нейроны, а у крыс и обезьян — серотониновые):91.
| Предполагаемые изменения психологических функций у пользователей экстази, возможно связанные с нарушениями серотонинового обмена:93 |
| --- |
| - Снижение когнитивных способностей - Ухудшение ретроспективной памяти - Ухудшение проспективной памяти - Ухудшение рабочей памяти - Ухудшение выполнения сложных когнитивных задач - Психомоторные расстройства - Увеличение частоты судорог и тремора - Уменьшение скорости движений - Ухудшение ловкости - Психобиологические изменения - Расстройства сна - Усиление болевых ощущений и уменьшение переносимости боли - Расстройства аппетита и пищевого поведения - Депрессия - Повышенная тревожность - Увеличение агрессивности |

Пользователи экстази типично показывают пониженный уровень экспрессии транспортировщика серотонина SERT и триптофан-гидроксилазы в мозгу и общее угнетение активности серотонинергической системы нейронов, более выраженное в неокортексе и лимбической системе — где эффект понижения уровня SERT колеблется от умеренного до сильного, но неясно, насколько этот эффект пропадает после прекращения использования наркотика:298:92. Известны изменения 5-HT рецепторов и изменения в картах активности мозга у пользователей экстази, но исследования пока единичны и не дают полной картины:291.
Указывая на долговременные нарушения серотонинового обмена, выявленные на лабораторных животных и на людях, употребляющих экстази, Бьезонски и Майер полагают, что даже в отсутствие доказательств прямого отрицательного воздействия на клетки нервной системы MDMA можно называть нейротоксичным веществом:290—291. С другой стороны, систематический обзор всех опубликованных до июля 2015 года данных по нейрокартированию мозга не сумел продемонстрировать никаких структурных или функциональных изменений мозга у умеренных пользователей экстази.

### Расстройства настроения, импульсивность
После употребления MDMA несколько дней может испытываться понижение настроения (или его перепады):248, причём тем вероятнее, чем больший опыт употребления имеет индивид: от около 30 % у новичков до около 80 % у частых пользователей. Некоторые работы не находят этого эффекта после учёта поправки на количество часов сна — экстази ухудшает сон в течение 5—6 дней после приёма:299, а недостаток сна снижает настроение и когнитивные способности.
Это понижение часто называют «серотониновой ямой» (англ. serotonin dip), предполагая, что оно связано со снижением уровня серотонина в головном мозге:88. Кратковременные перепады настроения являются обычным последствием употребления MDMA. Наиболее характерным примером является «синдром абстиненции в середине недели», называемый в англоязычном мире англ. Tuesday blues или англ. suicide Tuesday («вторничная печаль» или «вторник самоубийств»), название которого на английском языке отсылает нас к распространённому явлению, когда после употребления наркотика в ночь с субботы на воскресенье депрессия достигает своего пика в последующий вторник. Связь этого явления с пониженным уровнем серотонина всё ещё остаётся недоказанной из-за сложности проведения нейрохимических измерений на живых людях:88.
Также регулярные пользователи MDMA отмечают усиление импульсивности, снижение концентрации внимания и хроническое понижение настроения, однако в лабораторных тестах и метаанализах эти эффекты надёжно подтвердить к 2013 году не удалось:60:88—89:131, 22. Наоборот, в трёх проспективных исследованиях выяснилось, что расстройства настроения часто предшествуют началу употребления экстази, которое, таким образом, используется в качестве своеобразного «лекарства» для улучшения настроения:89, а 4-летние лонгитюдные исследования по репрезентативной выборке молодёжи Австралии не показали после коррекции на прочие факторы повышения уровня депрессивной симптоматики среди употребляющих экстази.

### Влияние на умственные способности
Традиционно считается, что длительное использование MDMA приводит к понижению когнитивных способностей, а также может приводить к проблемам с памятью, бессоннице, вспыльчивому и агрессивному поведению и расстройствам настроения и внимания, что связывают с его предполагаемой нейротоксичностью.
Учёные-сторонники легализации MDMA имеют ряд возражений к теории о связи снижения когнитивных способностей с приёмом MDMA и его существенности:53—54:
- этот эффект может вызываться не самим MDMA, а примесями, содержащимися в нелегальных и неконтролируемых таблетках экстази;
- этот эффект может вызываться не самим MDMA, а наркотиками, используемыми вместе с ним — приём экстази очень часто сопровождается полинаркоманией, тяжесть которой коррелирует с объёмом кумулятивной дозы;
- подобный и даже более сильный эффект наблюдается также от употребления разрешённых веществ, например алкоголя — он не специфичен для MDMA;
- само существование эффекта доказано слабо и может быть следствием социальной стигмы употребляющих, а не реальных биохимических процессов.

В нескольких последних наиболее крупных и методологически правильных проспективных исследованиях не было найдено каких-либо негативных последствий для умственных способностей при умеренном потреблении только экстази (исключая маргинально обнаружимые негативные эффекты на зрительную память и стратегическое планирование). Другие исследования находят проблемы в некоторых высокоуровневых функциях, в то время как остальные остаются незатронутыми:296.
Общая структура ухудшения умственных способностей, если она находится, показывает наибольшее сходство с проблемами пациентов с повреждениями височных долей головного мозга:296. Наиболее выраженными оказываются эффекты, связанные с высшей исполнительной деятельностью (англ. higher executive functioning), такой, например, как планирование своих действий, которое проявляет тенденцию к ухудшению с ростом полной кумулятивной дозы принятого экстази:297:50, 118 — метаанализ 2016 года показал слабовыраженные значимые эффекты ухудшения доступа к долговременной памяти, переключения и обновления, без изменений в тормозном контроле. Влияние на IQ, способности к концентрации внимания и время реакции не прослеживается или минимально:23, 50. Все выявленные эффекты имеют малую величину (менее 0,5 стандартного отклонения), не выводя средние измерения за пределы нормальных значений:46.

### Влияние на память
При приёме MDMA существует тенденция к кратковременным провалам памяти, связанная с выбросом кортизола и окситоцина, а также отвлечением внимания из-за психоделических эффектов препарата:247.
Умеренные пользователи экстази обычно демонстрируют худшую долговременную и кратковременную память по сравнению с контрольными группами, даже клубными танцорами, не принимающими экстази, и пользователями других наркотиков:296. Не все исследования находят значимые различия, но метаанализы показывают эффекты ухудшения визуальной и вербальной памяти, варьирующиеся от средних до выраженных (между пользователями экстази и не пользующимися наркотиками контрольными группами, по отношению к пользователям других наркотиков эффекты варьируют от слабых до средних):60:296:118. Проспективное исследование 15 пользователей экстази с годовыми интервалами показало в первый год статистически значимое ухудшение памяти, измерявшееся по тесту на запоминание текста Ривермида, и такой же уровень или усугубление проблем на следующий год у 7 человек, продолживших приём экстази, в то время как 8 человек, прекративших его приём, продемонстрировали улучшение или остались на том же уровне:296.
Регулярные пользователи экстази консистентно демонстрируют ухудшение способностей к планированию своих действий в широком диапазоне исследований: как в лабораторных экспериментах, так и по собственным оценкам в социологических опросниках:296. Это ухудшение усиливается при переходе от групп со средним использованием к группам интенсивных пользователей, а также продемонстрировано относительно не только не употребляющих наркотики контрольных групп, но и употребляющих каннабиноиды и другие наркотики:296—297.
В то же время масштаб данных эффектов типично не делает их клинически релевантными — то есть не выводит параметры за рамки нормы:6.11.

### Риски, связанные с поведением под действием MDMA
Увеличение социальности при приёме MDMA связано с рисками принятия решений, отрицательно влияющих на здоровье, таких как согласие на приём других наркотиков (которое не было бы дано в нормальном состоянии) и незащищённая сексуальная активность, способствующая распространению заболеваний, передающихся половым путём:247.
MDMA разнообразно влияет на навыки управления автомобилем, в общем эффекты оцениваются как средние, но не совместимые с безопасным вождением. Рассеяние внимания и ухудшение обработки информации под влиянием экстази ухудшают качество вождения: хотя базовые навыки затрагиваются не сильно, появляется тенденция к повышению приемлемого уровня риска. Кроме того, MDMA уменьшает силу некоторых, но не всех, нарушений вождения, вызываемых алкоголем. По статистике, однако, MDMA нечасто встречается как фактор в дорожно-транспортных происшествиях — менее 1 % всех инцидентов со смертельным исходом.

### Психические расстройства
Механизм происхождения психических расстройств, вызываемых MDMA, точно неизвестен, но они достоверно чаще появляются у лиц, отягощённых предшествующими психиатрическими проблемами:60. К расстройствам может приводить хроническое употребление экстази или однократное использование крупных дозировок:60. Самыми частыми формами возникающих расстройств являются острые психотические расстройства и расстройства аффективной сферы, с преобладанием функциональных расстройств: параноидного психоза, идей отношения, деперсонализации и дереализации:60. Описаны случаи частичного помрачения сознания в виде обнубиляций, а также атипичных психозов с длительными LSD-подобными зрительными галлюцинациями:60. Кроме этого, приём MDMA может являться причиной появления такого синдрома, как длительное расстройство восприятия, вызванное галлюциногенами (HPPD).
Зафиксированы случаи появления вместо эффекта эйфории тревоги и приступов паники, которые обычно проходят через несколько часов, однако в редких случаях растягиваются на несколько месяцев:60:247, их частота существенно повышается при совместном использовании экстази и кокаина.
Вопрос о том, вызывает ли MDMA повышение частоты психических расстройств среди пользователей в долгосрочной перспективе, неясен. Двухлетнее лонгитюдное исследование молодёжи не обнаружило связи между изменением частоты и тяжести психических расстройств по отчётам пользователей и употреблением или неупотреблением экстази. Другие исследования обнаруживают такую связь, однако оговаривают, что направление причинной связи может быть обратным: к использованию экстази приводят попытки исследуемых справиться с уже присутствующими психическими проблемами:487—488.

### Влияние на печень
Метаболиты MDMA, особенно HHA и HHMA, могут отрицательно влиять на печень, кроме того, на неё отрицательно влияет перегрев организма, нередкий под действием экстази (см. ниже):60—61:247. Эксперименты на животных показывают, что риск повреждений печени возрастает, если возникает повышенная температура тела:247. Добавка MDMA в питательную среду, где размножаются человеческие клетки печени, приводит к их апоптозу:292. Есть предположения также об аутоиммунном механизме поражения печени под действием MDMA:60—61.
Одно исследование обнаружило повреждение печени у небольшого числа пользователей MDMA. Согласно исследованию 1998 года, использование экстази вызывает 36 % всех невирусных случаев печёночной недостаточности у пациентов моложе 25 лет:247. В связи с тем, что выявленные случаи поражения печени сосредоточены в Европе и крайне редки в США, вероятно, они вызываются не самим MDMA, а примесями в таблетках экстази:21—22, кроме того, отсутствие корреляции повреждений печени с частотой использования MDMA даёт основания предполагать спонтанность этого осложнения. В лабораторных исследованиях воздействия MDMA на людей гепатотоксичность не наблюдалась:240.

### Влияние на сердечно-сосудистую систему
Под действием MDMA повышаются артериальное давление и темп сердцебиения, что приводит к повышенному риску зафиксированных после приёма экстази кровоизлияний в сетчатку глаза, а также, возможно, инфаркта и инсульта:60:248. Фактором риска может быть гипертоническая болезнь, ожирение или сердечно-сосудистое заболевание:248. Зафиксированы отдельные случаи внутричерепных кровотечений после приёма порошка молли.
Хотя зафиксированы случаи связанной с приёмом экстази внезапной остановки сердца, о риске этого осложнения практически ничего не известно:248. Возможно возникновение синусовой тахикардии:60, есть указания на возможность развития обратимого порока сердечных клапанов при приёме экстази:22—23. Одно из самых опасных возможных осложнений при приёме экстази — синдром диссеминированного внутрисосудистого свёртывания крови (резкое снижение свёртываемости крови), возникающий иногда на фоне гипертермии (см. ниже):60.

### Гипонатриемия
Зафиксирован ряд медицинских осложнений и летальных случаев после приёма MDMA, связанных с гипонатриемией — опасным понижением концентрации ионов натрия в крови, вследствие потери солей при потоотделении и чрезмерного приёма воды (водное отравление):60. Существующие рекомендации пользователям экстази включают употребление достаточного количества воды, чтобы восполнить потерю жидкости в организме, особенно с учётом жаркой атмосферы дискотек и повышенной физической активности от непрерывных танцев:Annex E, и многие им следуют:247. В то же время приём слишком большого количества воды может иметь фатальные последствия:247.
В случае опасного понижения содержания натрия в крови развивается отёк мозга, который приводит сначала к изменениям психических процессов, головной боли, а затем, в тяжёлых случаях, — к конвульсиям и смерти:60:247. Это состояние не всегда можно быстро распознать, так как оно не имеет выраженных и однозначно диагностируемых внешних проявлений.
Гипонатриемия от приёма MDMA, вероятно, вызывается выбросом вазопрессина, осложняемым ощущениями жажды и сухости во рту как проявлениями серотонинового выброса:60, причём наиболее подвержены этому осложнению женщины (> 85 % угрожающих жизни состояний). Также в формировании этого состояния, вероятно, играют существенную роль внешние поведенческие факторы — физическая активность и неумеренное употребление жидкости, так как в контролируемых лабораторных условиях после приёма MDMA гипонатриемия не наблюдается:16.

#### Профилактика гипонатриемии
Случаи гипонатриемии известны в спорте, когда спортсмены умирали от чрезмерного количества выпитой жидкости и потерь солей из-за активного потовыделения, и меры профилактики гипонатриемии под действием экстази прямо заимствуются из этой сферы. Они включают в себя рекомендации не пить много воды и не содержащих солей напитков (соков, газированных напитков) и, наоборот, потреблять «электролитические» спортивные напитки без кофеина («изотоники»), минеральную воду с достаточным содержанием ионов натрия и хлорида и солёные закуски, в крайнем случае — подсоленную воду из расчёта две чайные ложки соли на литр воды, примерно пол-литра воды в час при танцах и не более маленького стакана воды в час во время отдыха:Annex E.

### Гипертермия
Употребление MDMA заключает в себе такие же риски, как и употребление стимулирующих амфетаминов. Второй наиболее частой причиной смерти от MDMA является гиперпирексия — опасная гипертермия, повышение внутренней температуры тела до уровня (примерно 42 °C), когда начинается отказ («выключение») основных органов:292. Это повышение связано со стимулирующим обменные процессы выбросом серотонина:247. В то же время в лабораторных условиях гиперпирексия от MDMA не наблюдается, а уровни содержания экстази в крови больных, у которых обнаруживается гипертермия, варьируются в широких пределах, так что это осложнение, по-видимому, не проявляет дозовой зависимости, а связано с обстоятельствами применения: танцевальные рейвы, где использующие экстази люди находятся в замкнутом жарком помещении в непрерывно танцующей толпе и испытывают серьёзные физические нагрузки, несут в себе фактор гипертермического риска:247.
Вероятность возникновения гипертермии значительно возрастает, если вместе с MDMA употребляется алкоголь, амфетаминовые стимуляторы (фенамин, метамфетамин и производные), и даже кофеин (содержащийся в Кока-Коле, энергетических напитках, кофе и чае):60, а также никотин. Ко всему прочему, MDMA-трип понижает способность правильно воспринимать психологические ощущения и реакцию организма на жажду, физическое истощение и усталость. Если пользователь MDMA не учитывает каждого из этих факторов и их комбинационного эффекта, он значительно повышает риск гиперпирексии, что может привести к возникновению острого некроза скелетных мышц, теплового удара, почечной недостаточности и последующей смерти:247.

#### Профилактика гипертермии
Для профилактики перегрева в клубах оборудуют специальные «места для охлаждения»:60. Профилактика гипертермии от экстази не имеет отличий от профилактики теплового удара, за исключением того, что избыточное потребление воды для охлаждения может приводить к гипонатриемии, что настолько же опасно:247.

### Передозировка
Сильная передозировка занимает третье место в качестве причины смертельных исходов от MDMA, вызывая летальный серотониновый синдром. Хотя типичная рекреационная доза в 100—150 мг значительно меньше летальной, нужно учесть, что у пользователей, уже находящихся под влиянием MDMA, может возникнуть идея принять дополнительную дозу вещества, а маленькие дети могут получить передозировку от одной взрослой дозы MDMA. Точная летальная доза для MDMA неизвестна и, по-видимому, сильно индивидуально варьируется:51:1175. У лабораторных животных LD50 колеблется в районе 50—100 мг/кг:162, экстраполяция этих данных на человека даёт 10—20 мг/кг:3. Противоядия от MDMA не существует:168.
Небольшой процент людей может быть подвержен сильной чувствительности к MDMA, обусловленной наследственными причинами. Аллергические реакции на приём MDMA чрезвычайно редки, хотя исторически были зафиксированы отдельные случаи смерти в результате анафилактического шока, вызванного приёмом MDMA.

### Сочетаемость с медицинскими препаратами
Хотя передозировка от типичных доз чистого MDMA представляется маловероятной, приём MDMA в комбинации с другими наркотиками или лекарственными препаратами может быть очень опасным (см. также соответствующий раздел):701—703.

### Влияние на репродукцию
Предполагается, что MDMA, подобно другим веществам амфетаминового ряда, может быть тератогеном, то есть может вызывать задержки и патологии развития плода, что подтверждается в опытах на животных, однако механический перенос этих данных на людей невозможен:11—12. Экспериментальные данные на людях противоречивы:61. Одно лонгитюдное исследование детей, матери которых принимали экстази при беременности, показало после коррекции на все прочие факторы постоянно худшее качество моторных функций в возрасте 4, 12, 18 и 24 месяцев у детей группы матерей с высоким потреблением экстази во время беременности (в среднем около 2 таблеток в неделю) и постоянно лучшее, чем у контрольной группы не употреблявших, для группы матерей с низким потреблением экстази (в среднем около 0,1 таблеток в неделю):299.

### Влияние на иммунитет
Среди пользователей экстази распространено мнение о том, что его хроническое использование снижает иммунитет, однако неясно, вызывается ли это специфическим действием самого вещества на иммунную систему или вторичными факторами: длительными изматывающими танцами, недостатком сна, более интенсивными телесными контактами, понижением аппетита и так далее:159. Есть ограниченные данные о том, что под действием MDMA падает количество лимфоцитов у крыс и у людей и изменяется производство цитокинов, отрицательно влияя как на врождённый, так и на приобретённый иммунитет — причём, вероятно, это не прямое, а опосредованное действие препарата через нарушение регуляции иммуномодуляторов. В опытах на грызунах обнаружено также, что MDMA теоретически может, наоборот, излишне стимулировать иммунитет внутри мозга и избирательно долговременно изменять проницаемость гемато-энцефалического барьера.

### Особенности оказания медицинской помощи при осложнениях, связанных с приёмом MDMA
Данных по особенностям лечения осложнений недостаточно, поэтому рекомендуется обычное симптоматическое лечение осложнённых состояний:250—251. Основной метод борьбы с гипертермией от MDMA, как и от других амфетаминов, — холодные ванны и пакеты со льдом, фармакологические методы неэффективны, за возможным исключением дантролена:1181.

## В культуре
MDMA и экстази получили заметное отражение в культуре.
Подход традиционных западных средств массовой информации (СМИ) — газет и телевидения — к проблемам экстази, равно как и к другим наркотикам, часто носит стандартный характер поддержки прогибиционистской политики абсолютного воздержания от наркотиков, соединённой с тягой к сенсациям, что вкладывается в модель моральной паники. В течение 2000-х в СМИ наблюдается частичный отход от прежнего нарратива — смещение в сторону «нормализации» употребления экстази и других рекреационных наркотиков. Гипотеза «нормализации» употребления наркотиков в современной западной культуре была выдвинута в 1998 году Говардом Паркером, Джудит Олдридж и Фионой Мишэм (англ. Howard Parker, Judith Aldridge, Fiona Measham) и хотя и не является общепринятой, тем не менее структурирует анализ наркотических нарративов в культуре.
Отмечается также существенная разница между рисками употребления наркотиков, как они представляются традиционными СМИ, и медицинским эпидемиологическим их выражением: для экстази и других новых наркотиков эти риски многократно преувеличиваются, а для легальных наркотиков типа табака и алкоголя — приуменьшаются, хотя в первой половине 2010-х наметилась тенденция к исправлению этого диспаритета. Под сильным влиянием этой разницы находится также и публичная политика в отношении наркотиков, которая не принимает последовательно во внимание научные оценки и аргументы и в результате иррациональна.
В западной массовой культуре MDMA считается архетипичным социальным наркотиком, с такими распространёнными ассоциациями, как «вещество любви» (англ. love drug):16 и «вещество объятий» (англ. hug drug):16. Приём экстази распространён в клубной субкультуре танцевальной электронной музыки, особенно в рейверской, на которую он оказал большое влияние. Среди пользователей ходит множество мифов об экстази, включая то, что он является «безопасным веществом»:Ch. 5. MDMA myths and rumors dispelled, by Julie Holland, p. 54—57.
Сленговое обозначение порошка MDMA — молли — часто встречается в песнях, а его эффекты и употребление входят в клипы популярных рэп- и поп-исполнителей, включая Мадонну, выпустившую альбом MDNA, Майли Сайрус, Рианну и Канье Уэста.
Пол Маннинг указывает, что «нормализация» употребления каннабиса, экстази и галлюциногенов прослеживается в большом количестве фильмов, в отличие от тяжёлых или вызывающих сильное привыкание наркотиков.